# Clasificación para la Eurocopa Sub-21 de 2019
La Clasificación para la Eurocopa Sub-21 de 2019 fue el torneo que definió a 11 de las 12 selecciones que participaran en el certamen a celebrarse en Italia y San Marino en el verano de 2019. Contó con una fase de grupos y un play-off para determinar a los equipos que (junto a Italia) disputaran la fase final del campeonato.
Originalmente se pensaba que los 2 anfitriones (Italia y San Marino) se clasificarían automáticamente a la fase final del torneo. Sin embargo, la UEFA decidió darle el cupo directo a la selección italiana, mientras que San Marino tuvo que buscar su participación en este proceso eliminatorio. 
Las 54 selecciones se dividieron en nueve grupos de seis equipos cada uno, y jugaron entre sí bajo el sistema de todos contra todos a 2 ruedas. Los ganadores de los nueve grupos se clasificaron a la Eurocopa Sub-21 2019, mientras que los cuatro mejores segundos disputaron unos play-offs a ida y vuelta para decidir a los últimos 2 clasificados al certamen.

## Sorteo
El sorteo de la fase de grupos se llevó a cabo el 26 de enero de 2017 a las 09:00 CET (UTC + 1) en la sede de la UEFA en Nyon, Suiza.
Los 54 equipos, incluyendo a los debutantes Kosovo y Gibraltar, quedaron divididos en seis bombos dependiendo de su posición en el Ranking de coeficientes de la UEFA, el cual se calculó tomando en cuenta los puntos obtenidos por cada selección en las siguientes competiciones:
- Fase Final y Fase de Clasificación de la Eurocopa Sub-21 de 2013
- Fase Final y Fase de Clasificación de la Eurocopa Sub-21 de 2015
- Fase Final y Fase de Clasificación de la Eurocopa Sub-21 de 2017

Además, por razones políticas, los siguientes pares de equipos no pueden quedar encuadrados en el mismo grupo: 
- España - Gibraltar (debido a que España reclama la soberanía de este territorio sobre el Reino Unido)
- Kosovo - Serbia (debido a que Serbia no reconoce a Kosovo como una nación soberana tras su independencia en 2008)
- Kosovo - Bosnia y Herzegovina (debido a que Bosnia tampoco reconoce a Kosovo como país independiente)

| Bombo 1 | Bombo 2 | Bombo 3 |
| --- | --- | --- |
| - Alemania (39,037) - Portugal (38,378) - Inglaterra (36,621) - España (36,536) - Dinamarca (35,590) - Francia (34,262) - Suecia (34,259) - República Checa (33,690) - Serbia (31,060) | - Eslovaquia (31,057) - Israel (30,786) - Países Bajos (29,817) - Austria (29,406) - Croacia (28,239) - Bélgica (28,237) - Polonia (28,102) - Suiza (27,882) - Eslovenia (27,372)                 | - Ucrania (27,372) - Noruega (26,830) - Rusia (26,414) - Turquía (25,927) - Rumania (25,859) - Islandia (25,679) - Grecia (25,522) - Montenegro (24,791) - Finlandia (24,581)            |
| Bombo 4 | Bombo 5 | Bombo 6 |
| - Gales (23,683) - Bulgaria (23,309) - Macedonia del Norte (23,283) - Georgia (22,402) - Hungría (22,349) - Irlanda (22,004) - Escocia (21,784) - Moldavia (20,696) - Albania (18,584) | - Lituania (18,411) - Azerbaiyán (18,331) - Armenia (18,126) - Bosnia y Herzegovina (18,056) - Bielorrusia (17,741) - Kazajistán (16,826) - Chipre (16,636) - Letonia (16,516) - Estonia (14,498) | - Malta (14,331) - Luxemburgo (12,878) - Irlanda del Norte (12,611) - Islas Feroe (12,113) - San Marino (10,740) - Andorra (10,045) - Liechtenstein (8,058) - Gibraltar (0) - Kosovo (0) |

## Fase de grupos
– Clasificado para la Eurocopa Sub-21 de 2019.
     – Clasificado para los play-offs.

### Grupo 1
| Equipo          | Pts | PJ | PG | PE | PP | GF | GC | Dif |
| --------------- | --- | -- | -- | -- | -- | -- | -- | --- |
| Croacia         | 25  | 10 | 8  | 1  | 1  | 31 | 5  | +26 |
| Grecia          | 25  | 10 | 8  | 1  | 1  | 26 | 5  | +21 |
| República Checa | 16  | 10 | 5  | 1  | 4  | 14 | 15 | -1  |
| Bielorrusia     | 14  | 10 | 4  | 2  | 4  | 11 | 14 | -3  |
| Moldavia        | 7   | 10 | 2  | 1  | 7  | 8  | 23 | -15 |
| San Marino      | 0   | 10 | 0  | 0  | 10 | 1  | 29 | -28 |

| 7 de junio de 2017, 12:00 | Bielorrusia                  | 1:0 (0:0) | San Marino | Estadio Traktar, Minsk    |                           |
|                           | Dmitri Antilevski 52' (pen.) | Reporte   |            | Árbitro(s): Omar Pashayev | Árbitro(s): Omar Pashayev |

| 13 de junio de 2017, 14:30 | San Marino | 0:2 (0:1) | Moldavia                  | Stadio Olimpico, Serravalle |                       |
|                            |            | Reporte   | 23', 48' Vitalie Damaşcan | Árbitro(s): Genc Nuza       | Árbitro(s): Genc Nuza |

| 31 de agosto de 2017, 13:00 | Moldavia | 0:3 (0:2) | Croacia                                | Stadionul Zimbru, Chisináu        |                                   |
|                             |          | Reporte   | 4' Ante Ćorić · 43', 61' Josip Brekalo | Árbitro(s): Aleksandrs Anufrijevs | Árbitro(s): Aleksandrs Anufrijevs |

| 1 de septiembre de 2017, 12:00 | Bielorrusia | 0:2 (0:1) | Grecia                           | Estadio Haradski, Borisov  |                            |
|                                |             | Reporte   | 10' Galanopoulos · 79' Koulouris | Árbitro(s): Markus Hameter | Árbitro(s): Markus Hameter |

| 4 de septiembre de 2017, 11:30 | Grecia                                                                                 | 5:1 (2:1) | Moldavia        | Estadio Peristeri, Atenas      |                                |
|                                | Galanopoulos 7' · Koulouris 45+2', 57' · Giorgos Manthatis 47' · Androutsos 78' (pen.) | Reporte   | 34' Ion Cărăruș | Árbitro(s): Jovan Kaludjerović | Árbitro(s): Jovan Kaludjerović |

| 5 de septiembre de 2017, 12:00 | República Checa | 1:1 (1:0) | Bielorrusia          | Stadion Střelnice, Jablonec |                            |
|                                | Václav Černý 8' | Reporte   | 90+3' Mikhail Shibun | Árbitro(s): Lasha Silagava  | Árbitro(s): Lasha Silagava |

| 5 de octubre de 2017, 13:00 | Croacia                                    | 2:1 (0:0) | Bielorrusia     | NK Varaždin, Varaždin |                       |
|                             | Lorenco Šimić 90+3' · Filip Benković 90+6' | Reporte   | 48' Ivan Bakhar | Árbitro(s): Jens Maae | Árbitro(s): Jens Maae |

| 5 de octubre de 2017, 13:00 | Moldavia | 0:2 (0:0) | Grecia                       | Stadionul Zimbru, Chisináu |                          |
|                             |          | Reporte   | 67' Saliakas · 84' Koulouris | Árbitro(s): Sven Bindels   | Árbitro(s): Sven Bindels |

| 9 de octubre de 2017, 13:00 | Croacia                                                                        | 5:1 (2:0) | República Checa    | NK Varaždin, Varaždin     |                           |
|                             | Fran Karačić 9' · Nikola Vlašić 36', 80' · Josip Brekalo 47' · Nikola Moro 63' | Reporte   | 70' Ondřej Mihálik | Árbitro(s): Mete Kalkavan | Árbitro(s): Mete Kalkavan |

| 10 de octubre de 2017, 13:00 | Bielorrusia                                    | 3:1 (0:1) | Moldavia             | Estadio Haradski, Borisov |                           |
|                              | Antilevski 70', 88' (pen.) · Zakhar Volkov 73' | Reporte   | 32' (a.g.) Pavlovets | Árbitro(s): Suren Baliyan | Árbitro(s): Suren Baliyan |

| 10 de octubre de 2017, 15:30 | San Marino | 0:5 (0:2) | Grecia                                                                               | Stadio Olimpico, Serravalle |                             |
|                              |            | Reporte   | 35' Karachalios · 43' Koulouris · 73' Nikolas Vergos · 79' Androutsos · 81' Katranis | Árbitro(s): Alexandr Aliyev | Árbitro(s): Alexandr Aliyev |

| 8 de noviembre de 2017, 10:00 | Croacia                                                              | 5:0 (1:0) | San Marino | Estadio Radnik, Velika Gorica  |                                |
|                               | Marin Jakoliš 45', 69', 80' · Petar Bočkaj 60' · Josip Brekalo 90+3' | Reporte   |            | Árbitro(s): Georgi Vadachkoria | Árbitro(s): Georgi Vadachkoria |

| 11 de noviembre de 2017, 11:30 | República Checa                         | 3:1 (0:0) | San Marino      | Estadio Městský, Ústí nad Labem |                            |
|                                | Tomáš Zajíc 63', 76' · Michal Sáček 71' | Reporte   | 90+3' D'Addario | Árbitro(s): Mikhail Vilkov      | Árbitro(s): Mikhail Vilkov |

| 13 de noviembre de 2017, 11:30 | Grecia                | 1:1 (0:0) | Croacia           | Estadio La Tumba, Salónica |                          |
|                                | Giorgos Manthatis 65' | Reporte   | 74' Josip Brekalo | Árbitro(s): Craig Pawson   | Árbitro(s): Craig Pawson |

| 14 de noviembre de 2017, 12:00 | Moldavia              | 1:3 (1:1) | República Checa                                         | Stadionul Zimbru, Chișinău  |                             |
|                                | Andrei Macriţchii 11' | Reporte   | 15' Lukáš Provod · 59' Ondřej Bačo · 71' Karel Knejzlík | Árbitro(s): Robert Hennessy | Árbitro(s): Robert Hennessy |

| 22 de marzo de 2018, 12:00 | Grecia                                                         | 4:0 (2:0) | San Marino | Skoda Xanthi Arena, Xánthi |                           |
|                            | Nikolas Vergos 37' · Androutsos 45', 53' · Kostas Tsimikas 56' | Reporte   |            | Árbitro(s): Fyodor Zammit  | Árbitro(s): Fyodor Zammit |

| 23 de marzo de 2018, 12:00 | República Checa                     | 2:1 (1:0) | Croacia        | Estadio Městský, Ústí nad Labem |                               |
|                            | David Lischka 13' · Filip Hašek 71' | Reporte   | 62' Ćaleta-Car | Árbitro(s): Alexandre Boucaut   | Árbitro(s): Alexandre Boucaut |

| 25 de marzo de 2018, 12:00 | San Marino | 0:2 (0:2) | Bielorrusia                        | Stadio Olimpico, Serravalle |                           |
|                            |            | Reporte   | 16' E. Shevchenko · 28' Antilevski | Árbitro(s): Jason Barcelo   | Árbitro(s): Jason Barcelo |

| 27 de marzo de 2018, 10:30 | Croacia                                                       | 4:0 (1:0) | Moldavia | Estadio Radnik, Velika Gorica |                           |
|                            | Nikola Vlašić 35', 50' · Marin Jakoliš 47' · Fran Karačić 74' | Reporte   |          | Árbitro(s): Jari Järvinen     | Árbitro(s): Jari Järvinen |

| 27 de marzo de 2018, 09:00 | Grecia                                                             | 3:0 (2:0) | República Checa | Skoda Xanthi Arena, Xánthi          |                                     |
|                            | Dimitris Limnios 7' · Giorgos Manthatis 31' · Manolis Saliakas 52' | Reporte   |                 | Árbitro(s): Vilhjalmur Thorarinsson | Árbitro(s): Vilhjalmur Thorarinsson |

| 5 de septiembre de 2018, 14:30 | San Marino | 0:2 (0:0) | República Checa                 | Stadio Olimpico, Serravalle |                           |
|                                |            | Reporte   | 50' Tomáš Ladra · 52' Alex Král | Árbitro(s): Luis Teixeira   | Árbitro(s): Luis Teixeira |

| 6 de septiembre de 2018, 11:00 | Moldavia                          | 2:2 (0:2) | Bielorrusia                       | Complejo Deportivo Regional Orhei, Orhei |                               |
|                                | Evgheni Oancea 56' · Damașcan 75' | Reporte   | 23' Max Ebong · 34' Y. Shevchenko | Árbitro(s): Giorgi Kruashvili            | Árbitro(s): Giorgi Kruashvili |

| 10 de septiembre de 2018, 10:00 | Moldavia          | 1:0 (1:0) | San Marino | Complejo Deportivo Regional Orhei, Orhei |                           |
|                                 | Vadim Gulceac 28' | Reporte   |            | Árbitro(s): Daniyar Sakhi                | Árbitro(s): Daniyar Sakhi |

| 10 de septiembre de 2018, 12:00 | República Checa     | 1:2 (0:1) | Grecia                                     | Stadion Střelnice, Jablonec   |                               |
|                                 | Ladislav Takács 50' | Reporte   | 44' Dimitris Limnios · 56' Kostas Tsimikas | Árbitro(s): Christian Dingert | Árbitro(s): Christian Dingert |

| 10 de septiembre de 2018, 12:00 | Bielorrusia | 0:4 (0:2) | Croacia                                                                      | Estadio Neman, Grodno     |                           |
|                                 |             | Reporte   | 16' Marin Jakoliš · 44' Ivan Šunjić · 46' Alen Halilović · 65' Josip Brekalo | Árbitro(s): Radu Petrescu | Árbitro(s): Radu Petrescu |

| 11 de octubre de 2018, 13:00 | Bielorrusia                | 1:0 (0:0) | República Checa | Estadio Haradski, Borisov  |                            |
|                              | Dmitri Antilevski 56' (p.) | Reporte   |                 | Árbitro(s): Anders Poulsen | Árbitro(s): Anders Poulsen |

| 12 de octubre de 2018, 18:00 | Croacia                                   | 2:0 (1:0) | Grecia | Estadio Aldo Drosina, Pula   |                              |
|                              | Pasalidis 41' (a.g) · Josip Brekalo 90+4' | Reporte   |        | Árbitro(s): Sánchez Martínez | Árbitro(s): Sánchez Martínez |

| 15 de octubre de 2018, 17:00 | República Checa  | 1:0 (1:0) | Moldavia | Estadio Letní, Chomutov  |                          |
|                              | Matěj Pulkrab 5' | Reporte   |          | Árbitro(s): Glenn Nyberg | Árbitro(s): Glenn Nyberg |

| 15 de octubre de 2018, 18:30 | San Marino | 0:4 (0:0) | Croacia                                                                          | Stadio Olimpico, Serravalle |                          |
|                              |            | Reporte   | 48' Alen Halilović · 53' Nikola Vlašić · 61' Filip Uremović · 68' Petar Bosančić | Árbitro(s): Juxhin Xhaja    | Árbitro(s): Juxhin Xhaja |

| 15 de octubre de 2018, 18:30 | Grecia                                    | 2:0 (1:0) | Bielorrusia | Estadio Peristeri, Atenas   |                             |
|                              | Chatzigiovanis 20' · Bouzoukis 82' (pen.) | Reporte   |             | Árbitro(s): Nejc Kajtazovic | Árbitro(s): Nejc Kajtazovic |

### Grupo 2
| Equipo            | Pts | PJ | PG | PE | PP | GF | GC | Dif |
| ----------------- | --- | -- | -- | -- | -- | -- | -- | --- |
| España            | 27  | 10 | 9  | 0  | 1  | 31 | 10 | 21  |
| Irlanda del Norte | 20  | 10 | 6  | 2  | 2  | 15 | 11 | 4   |
| Eslovaquia        | 18  | 10 | 6  | 0  | 4  | 17 | 18 | -1  |
| Islandia          | 11  | 10 | 3  | 2  | 5  | 16 | 19 | -3  |
| Albania           | 7   | 10 | 1  | 4  | 5  | 9  | 17 | -8  |
| Estonia           | 2   | 10 | 0  | 2  | 8  | 11 | 24 | -13 |

| 8 de junio de 2017, 11:00 | Estonia            | 1:2 (0:0) | Irlanda del Norte                    | Estadio Kadriorg, Tallin |                          |
|                           | Rauno Sappinen 50' | Reporte   | 74' Parkhouse · 90+3' (pen.) Donelly | Árbitro(s): Irfan Peljto | Árbitro(s): Irfan Peljto |

| 12 de junio de 2017, 14:00 | Albania | 0:0     | Estonia | Elbasan Arena, Elbasan  |                         |
|                            |         | Reporte |         | Árbitro(s): Espen Eskås | Árbitro(s): Espen Eskås |

| 31 de agosto de 2017, 14:30 | Irlanda del Norte    | 1:0 (0:0) | Albania | Parque Mourneview, Lurgan  |                            |
|                             | Donelly 90+5' (pen.) | Reporte   |         | Árbitro(s): Donatas Rumšas | Árbitro(s): Donatas Rumšas |

| 1 de septiembre de 2017, 10:45 | Estonia         | 1:2 (0:1) | Eslovaquia                                  | Estadio Kadriorg, Tallin  |                           |
|                                | Markus Poom 83' | Reporte   | 14' Michal Sipľak · 89' (a.g.) Kaspar Mutso | Árbitro(s): Jari Järvinen | Árbitro(s): Jari Järvinen |

| 4 de septiembre de 2017, 13:00 | Islandia                      | 2:3 (1:1) | Albania                                          | Víkingsvöllur, Reikiavik    |                             |
|                                | Andresson 45' · Einarsson 71' | Reporte   | 45+1', 65' Kristal Abasaj · 75' Fiorin Durmishaj | Árbitro(s): Paul Mclaughlin | Árbitro(s): Paul Mclaughlin |

| 5 de septiembre de 2017, 13:15 | Estonia | 0:1 (0:0) | España           | A. Le Coq Arena, Tallin  |                          |
|                                |         | Reporte   | 65' Carlos Soler | Árbitro(s): Glenn Nyberg | Árbitro(s): Glenn Nyberg |

| 5 de septiembre de 2017, 14:30 | Eslovaquia       | 1:0 (0:0) | Irlanda del Norte | Estadio FK Senica, Senica    |                              |
|                                | László Bénes 61' | Reporte   |                   | Árbitro(s): Halil Umut Meler | Árbitro(s): Halil Umut Meler |

| 5 de octubre de 2017, 12:20 | Eslovaquia | 0:2 (0:1) | Islandia                     | NTC Poprad, Poprad           |                              |
|                             |            | Reporte   | 8', 90+5' Albert Guðmundsson | Árbitro(s): Georgios Kominis | Árbitro(s): Georgios Kominis |

| 10 de octubre de 2017, 14:00 | Albania | 0:0     | Islandia | Elbasan Arena, Elbasan |                        |
|                              |         | Reporte |          | Árbitro(s): Pavel Orel | Árbitro(s): Pavel Orel |

| 10 de octubre de 2017, 15:30 | Eslovaquia      | 1:4 (0:1) | España                                                               | NTC Poprad, Poprad              |                                 |
|                              | Denis Vavro 59' | Reporte   | 26' Mikel Merino · 49' Oyarzabal · 56' Hernández · 69' Dani Ceballos | Árbitro(s): Massimiliano Irrati | Árbitro(s): Massimiliano Irrati |

| 10 de octubre de 2017, 15:30 | Irlanda del Norte                                                             | 4:2 (2:2) | Estonia                               | Parque Mourneview, Lurgan |                           |
|                              | Ryan Johnson 2' · Dale Gorman 43' · Mark Sykes 61' · Matvei Igonen 75' (a.g.) | Reporte   | 11' Frank Liivak · 20' Rauno Sappinen | Árbitro(s): Petur Reinert | Árbitro(s): Petur Reinert |

| 9 de noviembre de 2017, 15:30 | España     | 1:0 (1:0) | Islandia | Estadio de La Condomina, Murcia |                               |
|                               | Fabián 36' | Reporte   |          | Árbitro(s): Eitan Shmuelevitz   | Árbitro(s): Eitan Shmuelevitz |

| 10 de noviembre de 2017, 14:00 | Albania            | 1:1 (0:0) | Irlanda del Norte | Estadio Selman Stërmasi, Tirana |                        |
|                                | Ylber Radamani 83' | Reporte   | 89' Shayne Lavery | Árbitro(s): Fran Jović          | Árbitro(s): Fran Jović |

| 14 de noviembre de 2017, 13:00 | Estonia                                      | 2:3 (1:0) | Islandia                                                            | A. Le Coq Arena, Tallin  |                          |
|                                | Vlasiy Sinyavskiy 45' · Michael Lilander 51' | Reporte   | 56' Albert Guðmundsson · 74' Hans Viktor Guðmundsson · 80' Karlsson | Árbitro(s): Alper Ulusoy | Árbitro(s): Alper Ulusoy |

| 14 de noviembre de 2017, 17:50 | España                                                              | 5:1 (1:1) | Eslovaquia        | Estadio Cartagonova, Cartagena |                           |
|                                | Dani Ceballos 38', 55', 61' · Iñigo Córdoba 53' · Borja Mayoral 86' | Reporte   | 23' (a.g.) Fabián | Árbitro(s): Bojan Pandžić      | Árbitro(s): Bojan Pandžić |

| 22 de marzo de 2018, 16:45 | Irlanda del Norte                             | 3:5 (2:2) | España                                           | Shamrock Park, Portadown       |                                |
|                            | Donelly 30' (pen.), 45+2' · Shayne Lavery 68' | Reporte   | 15', 44' Oyarzabal · 47', 75', 84' Borja Mayoral | Árbitro(s): Bartosz Frankowski | Árbitro(s): Bartosz Frankowski |

| 23 de marzo de 2018, 13:20 | Albania            | 2:3 (1:0) | Eslovaquia                                     | Estadio Selman Stërmasi, Tirana |                              |
|                            | Rei Manaj 44', 52' | Reporte   | 48' Špalek · 80' Milan Dimun · 87' Samuel Mráz | Árbitro(s): Stefan Apostolov    | Árbitro(s): Stefan Apostolov |

| 26 de marzo de 2018, 14:30 | Irlanda del Norte | 0:0     | Islandia | The Showgrounds, Coleraine |                        |
|                            |                   | Reporte |          | Árbitro(s): Fedayi San     | Árbitro(s): Fedayi San |

| 27 de marzo de 2018, 13:30 | España                             | 3:1 (2:0) | Estonia        | Estadio El Toralín, Ponferrada |                             |
|                            | Fabián 8' · Borja Mayoral 37', 51' | Reporte   | 59' Sinyavskiy | Árbitro(s): Dumitri Muntean    | Árbitro(s): Dumitri Muntean |

| 27 de marzo de 2018, 11:20 | Eslovaquia                                                      | 4:1 (2:0) | Albania       | Štadión MŠK Žilina, Žilina      |                                 |
|                            | Lukáš Haraslín 19' · Samuel Mráz 45+2', 74' · Michal Sipľak 70' | Reporte   | 63' Rei Manaj | Árbitro(s): Iwan Arwel Griffith | Árbitro(s): Iwan Arwel Griffith |

| 6 de septiembre de 2018, 14:00 | España                                                  | 3:0 (1:0) | Albania | Estadio Nuevo Arcángel, Córdoba |                               |
|                                | Mikel Oyarzabal 5' · Borja Mayoral 56' · Rafa Mir 90+2' | Reporte   |         | Árbitro(s): Krzysztof Jakubik   | Árbitro(s): Krzysztof Jakubik |

| 6 de septiembre de 2018, 12:45 | Islandia                                                                                           | 5:2 (3:0) | Estonia                                    | Kópavogsvöllur, Kópavogur |                           |
|                                | Óttar Karlsson 19', 22' · Samúel Friðjónsson 45+3' · Arnór Sigurdsson 53' · Albert Guðmundsson 64' | Reporte   | 61' (pen.) Frank Liivak · 68' Sören Kaldma | Árbitro(s): Rahim Hasanov | Árbitro(s): Rahim Hasanov |

| 11 de septiembre de 2018, 11:30 | Islandia                            | 2:3 (1:0) | Eslovaquia                                                  | KR-völlur, Reikiavik         |                              |
|                                 | Albert Guðmundsson 33' 90+3' (pen.) | Reporte   | 58' László Bénes · 90' Tomáš Vestenický · 90+4' Marek Rodák | Árbitro(s): Alexander Harkam | Árbitro(s): Alexander Harkam |

| 11 de septiembre de 2018, 12:45 | España         | 1:2 (0:2) | Irlanda del Norte                          | Estadio Carlos Belmonte, Albacete |                             |
|                                 | Rafa Mir 90+2' | Reporte   | 4' Shayne Lavery · 8' (pen.) Liam Donnelly | Árbitro(s): Jonathan Lardot       | Árbitro(s): Jonathan Lardot |

| 11 de octubre de 2018, 19:00 | Islandia | 0:1 (0:0) | Irlanda del Norte  | Fylkisvöllur, Reikiavik |                       |
|                              |          | Reporte   | 90' Daniel Ballard | Árbitro(s): Jens Maae   | Árbitro(s): Jens Maae |

| 11 de octubre de 2018, 19:00 | Albania | 0:1 (0:0) | España       | Estadio Selman Stërmasi, Tirana |                           |
|                              |         | Reporte   | 84' Rafa Mir | Árbitro(s): João Pinheiro       | Árbitro(s): João Pinheiro |

| 12 de octubre de 2018, 20:30 | Eslovaquia                           | 2:0 (1:0) | Estonia | Estadio Mestský, Dunajská Streda |                        |
|                              | Erik Jirka 1' · Tomáš Vestenický 58' | Reporte   |         | Árbitro(s): Igor Pajac           | Árbitro(s): Igor Pajac |

| 16 de octubre de 2018, 18:45 | Islandia                        | 2:7 (1:4) | España | Fylkisvöllur, Reikiavik   |                           |
|                              | Þorsteinsson 41' · Karlsson 58' | Reporte   | 24' (pen.) Oyarzabal · 25', 40' Rafa Mir · 45+2' (a.g) Gunnarsson · 54' Carlos Soler · 87' Mayoral · 90' Fabián Ruiz | Árbitro(s): Cătălin Gaman | Árbitro(s): Cătălin Gaman |

| 16 de octubre de 2018, 20:30 | Irlanda del Norte | 1:0 (0:0) | Eslovaquia | Windsor Park, Belfast         |                               |
|                              | Mark Sykes 62'    | Reporte   |            | Árbitro(s): Eitan Shmuelevitz | Árbitro(s): Eitan Shmuelevitz |

| 16 de octubre de 2018, 18:00 | Estonia                             | 2:2 (1:1) | Albania                    | Pärnu Rannastaadion, Pärnu |                        |
|                              | Frank Liivak 32' · Märten Kuusk 87' | Reporte   | 12', 69' Taulan Sulejmanov | Árbitro(s): Yigal Frid     | Árbitro(s): Yigal Frid |

### Grupo 3
| Equipo      | Pts | PJ | PG | PE | PP | GF | GC | Dif |
| ----------- | --- | -- | -- | -- | -- | -- | -- | --- |
| Dinamarca   | 23  | 10 | 7  | 2  | 1  | 30 | 8  | 22  |
| Polonia     | 22  | 10 | 6  | 4  | 0  | 22 | 9  | 13  |
| Georgia     | 12  | 10 | 3  | 3  | 4  | 11 | 19 | -8  |
| Finlandia   | 9   | 10 | 2  | 3  | 5  | 13 | 21 | -8  |
| Lituania    | 8   | 10 | 2  | 2  | 6  | 7  | 16 | -9  |
| Islas Feroe | 7   | 10 | 1  | 4  | 5  | 10 | 20 | -10 |

| 8 de junio de 2017, 00:00 | Lituania                                                    | 3:0 (1:0) | Islas Feroe | Telšiai Town Central, Telšiai |                           |
|                           | Romanovskij 28' (pen.) · Janonis 80' · Edvinas Baniulis 85' | Reporte   |             | Árbitro(s): Keith Kennedy     | Árbitro(s): Keith Kennedy |

| 31 de agosto de 2017, 00:00 | Islas Feroe | 0:3 (0:1) | Dinamarca                                               | Tórsvøllur, Torshavn       |                            |
|                             |             | Reporte   | 13' Ingvartsen · 59' Rasmus Nissen · 66' Mathias Jensen | Árbitro(s): Boris Marhefka | Árbitro(s): Boris Marhefka |

| 1 de septiembre de 2017, 00:00 | Georgia | 0:3 (0:0) | Polonia                                | Estadio Tengiz Burjanadze, Gori |                        |
|                                |         | Reporte   | 58' (pen.) 65' Kownacki · 71' Kapustka | Árbitro(s): Fedayi San          | Árbitro(s): Fedayi San |

| 5 de septiembre de 2017, 00:00 | Dinamarca                                                        | 6:0 (3:0) | Lituania | Aalborg Stadion, Aalborg     |                              |
|                                | Rasmus Nissen 28' 44' 87' · Robert Skov 30' 55' · Ingvartsen 80' | Reporte   |          | Árbitro(s): Aleksei Matyunin | Árbitro(s): Aleksei Matyunin |

| 5 de septiembre de 2017, 00:00 | Finlandia       | 1:1 (0:0) | Islas Feroe        | Estadio de Lahti, Lahti   |                           |
|                                | K. Kairinen 56' | Reporte   | 59' Meinhard Olsen | Árbitro(s): Alain Durieux | Árbitro(s): Alain Durieux |

| 6 de octubre de 2017, 00:00 | Dinamarca                                                            | 5:2 (2:0) | Georgia                 | Aalborg Stadion, Aalborg  |                           |
|                             | Ingvartsen 7' 50' · Duelund 21' · Bruun Larsen 60' · Robert Skov 84' | Reporte   | 82' 85' Beka Mikeltadze | Árbitro(s): Dennis Higler | Árbitro(s): Dennis Higler |

| 6 de octubre de 2017, 00:00 | Polonia                              | 3:3 (1:1) | Finlandia                                           | Estadio Widzew Łódź, Łódź |                          |
|                             | Kownacki 7' 71' (pen.) · Tomczyk 68' | Reporte   | 8' Dahlström · 61' K. Kairinen · 76' Fredrik Jensen | Árbitro(s): Nenad Djokić  | Árbitro(s): Nenad Djokić |

| 10 de octubre de 2017, 00:00 | Finlandia | 0:5 (0:2) | Dinamarca                                              | Telia 5G -areena, Helsinki |                          |
|                              |           | Reporte   | 20' 31' 58' Robert Skov · 62' Duelund · 84' Ingvartsen | Árbitro(s): Kevin Clancy   | Árbitro(s): Kevin Clancy |

| 10 de octubre de 2017, 00:00 | Lituania | 0:2 (0:0) | Polonia                    | Estadio Gargždai, Gargždai   |                              |
|                              |          | Reporte   | 62' Tomczyk · 80' Michalak | Árbitro(s): Stavros Mantalos | Árbitro(s): Stavros Mantalos |

| 10 de octubre de 2017, 00:00 | Islas Feroe                                     | 3:1 (3:1) | Georgia                | Tórsvøllur, Torshavn      |                           |
|                              | M. Olsen 22' · J. Thomsen 26' · T. Jacobsen 39' | Reporte   | 29' (a.g.) T. Jacobsen | Árbitro(s): F. C. Trustin | Árbitro(s): F. C. Trustin |

| 10 de noviembre de 2017, 00:00 | Georgia                            | 2:2 (0:1) | Finlandia      | Estadio Mikheil Meskhi, Tbilisi |                             |
|                                | G. Beridze 59' · R. Tchanturia 86' | Reporte   | 9' 83' Källman | Árbitro(s): Oleksandr Derdo     | Árbitro(s): Oleksandr Derdo |

| 10 de noviembre de 2017, 00:00 | Islas Feroe                           | 2:2 (0:1) | Polonia                                | Tórsvøllur, Torshavn      |                           |
|                                | M. Olsen 52' (pen.) · B. Petersen 80' | Reporte   | 35' (pen.) Kownacki · 90+4' J. Bartosz | Árbitro(s): Ferenc Karakó | Árbitro(s): Ferenc Karakó |

| 14 de noviembre de 2017, 00:00 | Polonia                                    | 3:1 (2:0) | Dinamarca     | Stadion GOSiR, Gdynia       |                             |
|                                | Michalak 15' · Tomczyk 24' · Żurkowski 74' | Reporte   | 90+1' Laursen | Árbitro(s): Jonathan Lardot | Árbitro(s): Jonathan Lardot |

| 14 de noviembre de 2017, 00:00 | Georgia                 | 1:0 (0:0) | Lituania | Estadio Mikheil Meskhi, Tbilisi |                             |
|                                | Matulevičius 55' (a.g.) | Reporte   |          | Árbitro(s): Laurent Kopriwa     | Árbitro(s): Laurent Kopriwa |

| 23 de marzo de 2018, 00:00 | Georgia           | 1:0 (0:0) | Islas Feroe | Estadio Tengiz Burjanadze, Gori |                                |
|                            | Luka Zarandia 47' | Reporte   |             | Árbitro(s): Zaven Hovhannisyan  | Árbitro(s): Zaven Hovhannisyan |

| 23 de marzo de 2018, 00:00 | Lituania | 0:2 (0:0) | Finlandia                        | Estadio Gargždai, Gargždai |                           |
|                            |          | Reporte   | 61' K. Kairinen · 72' U. Nissilä | Árbitro(s): Zbynek Proske  | Árbitro(s): Zbynek Proske |

| 27 de marzo de 2018, 00:00 | Polonia      | 1:0 (0:0) | Lituania | Arena Lublin, Lublin      |                           |
|                            | Kownacki 78' | Reporte   |          | Árbitro(s): Bojan Nikolić | Árbitro(s): Bojan Nikolić |

| 27 de marzo de 2018, 00:00 | Georgia                                | 2:2 (1:1) | Dinamarca                           | Estadio Tengiz Burjanadze, Gori   |                                   |
|                            | Kharaishvili 31' · Beka Mikeltadze 63' | Reporte   | 43' Robert Skov · 75' Rasmus Nissen | Árbitro(s): Aleksandrs Anufrijevs | Árbitro(s): Aleksandrs Anufrijevs |

| 8 de junio de 2018, 00:00 | Islas Feroe           | 1:3 (1:0) | Finlandia                           | Svangaskarð, Toftir                         |                                             |
|                           | Benjamin Heinesen 45' | Reporte   | 78' 83' Källman · 90+2' Lappalainen | Árbitro(s): Tim Marshall, Irlanda del Norte | Árbitro(s): Tim Marshall, Irlanda del Norte |

| 7 de septiembre de 2018, 18:00 | Dinamarca                                | 2:0 (1:0) | Finlandia | Aalborg Stadion, Aalborg  |                           |
|                                | Mikkel Duelund 24' · Andreas Olsen 90+4' | Reporte   |           | Árbitro(s): Benoît Millot | Árbitro(s): Benoît Millot |

| 7 de septiembre de 2018, 18:00 | Polonia                   | 1:1 (0:1) | Islas Feroe       | Stadion Zagłębia Lubin, Lubin |                             |
|                                | Dawid Kownacki 72' (pen.) | Reporte   | 16' Jákup Thomsen | Árbitro(s): Robert Hennessy   | Árbitro(s): Robert Hennessy |

| 7 de septiembre de 2018, 17:00 | Lituania | 0:0     | Georgia | Estadio Gargždai, Gargždai |                            |
|                                |          | Reporte |         | Árbitro(s): Alexandru Tean | Árbitro(s): Alexandru Tean |

| 11 de septiembre de 2018, 00:00 | Finlandia       | 1:3 (0:0) | Polonia                                             | Telia 5G -areena, Helsinki   |                              |
|                                 | Lappalainen 68' | Reporte   | 66' 74' Mateusz Wieteska · 89' (pen) Dawid Kownacki | Árbitro(s): Stephan Klossner | Árbitro(s): Stephan Klossner |

| 11 de septiembre de 2018, 00:00 | Lituania | 0:2 (0:1) | Dinamarca                               | Estadio Gargždai, Gargždai      |                                 |
|                                 |          |           | 44' Oliver Abildgaard · 73' Robert Skov | Árbitro(s): Timotheos Christofi | Árbitro(s): Timotheos Christofi |

| 12 de octubre de 2018, 18:00 | Dinamarca          | 1:1 (1:1) | Polonia                   | Aalborg Stadion, Aalborg  |                           |
|                              | Philip Billing 40' | Reporte   | 43' (pen.) Dawid Kownacki | Árbitro(s): Mete Kalkavan | Árbitro(s): Mete Kalkavan |

| 12 de octubre de 2018, 17:30 | Finlandia       | 1:2 (1:0) | Georgia                                          | Estadio OmaSP, Seinäjoki    |                             |
|                              | Lappalainen 19' | Reporte   | 75' (pen.) Beka Mikeltadze · 87' Irakli Bugridze | Árbitro(s): Milovan Milacic | Árbitro(s): Milovan Milacic |

| 12 de octubre de 2018, 18:00 | Islas Feroe                     | 2:2 (1:1) | Lituania                             | Tórsvøllur, Torshavn    |                         |
|                              | M. Olsen 26' · L. Andreasen 84' | Reporte   | 13' Utkus · 90+2' (pen.) J. Lasickas | Árbitro(s): Rohit Saggi | Árbitro(s): Rohit Saggi |

| 16 de octubre de 2018, 18:00 | Dinamarca                                                          | 3:0 (1:0) | Islas Feroe | Aalborg Stadion, Aalborg       |                                |
|                              | Bruun Larsen 45+2' · Mikkel Duelund 51' · Magnus Christensen 90+1' | Reporte   |             | Árbitro(s): Christopher Jaeger | Árbitro(s): Christopher Jaeger |

| 16 de octubre de 2018, 18:00 | Polonia                                                         | 3:0 (0:0) | Georgia | Stadion GOSiR, Gdynia     |                           |
|                              | Mikeltadze 52' (a.g) · Konrad Michalak 74' · Dawid Kownacki 90' | Reporte   |         | Árbitro(s): Arnold Hunter | Árbitro(s): Arnold Hunter |

| 16 de octubre de 2018, 18:00 | Finlandia | 0:2 (0:0) | Lituania                            | Tehtaan kenttä, Valkeakoski |                             |
|                              |           | Reporte   | 51' Marazas · 90+2' G. Matulevičius | Árbitro(s): I. Papadopoulos | Árbitro(s): I. Papadopoulos |

### Grupo 4
| Equipo       | Pts | PJ | PG | PE | PP | GF | GC | Dif |
| ------------ | --- | -- | -- | -- | -- | -- | -- | --- |
| Inglaterra   | 26  | 10 | 8  | 2  | 0  | 23 | 4  | 19  |
| Países Bajos | 18  | 10 | 5  | 3  | 2  | 21 | 6  | 15  |
| Ucrania      | 17  | 10 | 5  | 2  | 3  | 18 | 12 | 6   |
| Escocia      | 14  | 10 | 4  | 2  | 4  | 13 | 13 | 0   |
| Letonia      | 4   | 10 | 0  | 4  | 6  | 5  | 18 | -13 |
| Andorra      | 3   | 10 | 0  | 3  | 7  | 1  | 28 | -27 |

| 10 de junio de 2017, 17:00 | Letonia | 0:0     | Andorra | Zemgale Olympic Center, Jelgava |                          |
|                            |         | Reporte |         | Árbitro(s): Barbeno Luca        | Árbitro(s): Barbeno Luca |

| 1 de septiembre de 2017, 16:30 | Letonia     | 1:1 (1:1) | Ucrania           | Zemgale Olympic Center, Jelgava |                          |
|                                | Uldriķis 9' | Reporte   | 22' Bogdan Lednev | Árbitro(s): Tim Marshall        | Árbitro(s): Tim Marshall |

| 1 de septiembre de 2017, 18:00 | Países Bajos  | 1:1 (1:1) | Inglaterra        | Stadion De Vijverberg, Doetinchem |                               |
|                                | Ramselaar 32' | Reporte   | 20' Calvert-Lewin | Árbitro(s): Ola Hobber Nilsen     | Árbitro(s): Ola Hobber Nilsen |

| 5 de septiembre de 2017, 18:00 | Andorra | 0:6 (0:3) | Ucrania | Estadi Comunal, Andorra la Vieja |                             |
|                                |         | Reporte   | - 29' S. Bilenkyi - 37' (pen.) 88' Ivan Zotko - 43' (pen.) Marian Mysyk - 58' O. Pikhalonok - 86' Andriy Boryachuk | Árbitro(s): Nicolas Laforge      | Árbitro(s): Nicolas Laforge |

| 5 de septiembre de 2017, 20:30 | Escocia                               | 2:0 (0:0) | Países Bajos | Saint Mirren Park, Paisley |                            |
|                                | Oliver Burke 62' · Stephen Mallan 79' | Reporte   |              | Árbitro(s): Rade Obrenovic | Árbitro(s): Rade Obrenovic |

| 5 de septiembre de 2017, 20:45 | Inglaterra                                              | 3:0 (2:0) | Letonia | Dean Court, Bournemouth       |                               |
|                                | Demarai Gray 13' · Tammy Abraham 35' · Kasey Palmer 70' | Reporte   |         | Árbitro(s): Vasilis Dimitriou | Árbitro(s): Vasilis Dimitriou |

| 6 de octubre de 2017, 18:00 | Países Bajos                                                          | 3:0 (3:0) | Letonia | Stadion De Vijverberg, Doetinchem |                           |
|                             | Oussama Idrissi 17' · Steven Bergwijn 35' · Bart Ramselaar 45' (pen.) | Reporte   |         | Árbitro(s): Dennis Antamo         | Árbitro(s): Dennis Antamo |

| 6 de octubre de 2017, 20:45 | Inglaterra                                                         | 3:1 (1:0) | Escocia          | Riverside Stadium, Middlesbrough |                              |
|                             | Joshua Onomah 14' · Tammy Abraham 49' (pen.) · Dominic Solanke 79' | Reporte   | 78' Chris Cadden | Árbitro(s): Martínez Munuera     | Árbitro(s): Martínez Munuera |

| 10 de octubre de 2017, 17:00 | Ucrania                     | 1:1 (1:0) | Países Bajos        | Obolon Arena, Kiev        |                           |
|                              | Viktor Kovalenko 29' (pen.) | Reporte   | 63' Justin Kluivert | Árbitro(s): Kristo Tohver | Árbitro(s): Kristo Tohver |

| 10 de octubre de 2017, 17:00 | Letonia | 0:2 (0:2) | Escocia                                | Estadio Daugava, Liepaja |                         |
|                              |         | Reporte   | 16' Oliver Burke · 19' Oliver McBurnie | Árbitro(s): Mario Zebec  | Árbitro(s): Mario Zebec |

| 10 de octubre de 2017, 18:00 | Andorra | 0:1 (0:0) | Inglaterra     | Estadi Comunal, Andorra la Vieja  |                                   |
|                              |         | Reporte   | 52' Tom Davies | Árbitro(s): Anastasios Papapetrou | Árbitro(s): Anastasios Papapetrou |

| 10 de noviembre de 2017, 17:00 | Ucrania | 0:2 (0:1) | Inglaterra                                       | Obolon Arena, Kiev          |                             |
|                                |         | Reporte   | 16' Dominic Solanke · 62' (ag.) Pavlo Lukyanchuk | Árbitro(s): Frank Schneider | Árbitro(s): Frank Schneider |

| 10 de noviembre de 2017, 18:30 | Países Bajos | 8:0 (3:0) | Andorra | Stadion De Vijverberg, Doetinchem |                        |
|                                | Guus Til 20' · Sam Lammers 28' · O. Idrissi 30' 58' · R. Zivkovic 64' · Bart Ramselaar 68' (pen.) · Frenkie de Jong 73' (pen.) · Justin Kluivert 78' | Reporte   |         | Árbitro(s): Ian McNabb            | Árbitro(s): Ian McNabb |

| 10 de noviembre de 2017, 20:30 | Escocia                  | 1:1 (0:1) | Letonia                | McDiarmid Park, Perth        |                              |
|                                | Ryan Hardie 90+3' (pen.) | Reporte   | 45+6' Roberts Uldriķis | Árbitro(s): Jørgen Burchardt | Árbitro(s): Jørgen Burchardt |

| 14 de noviembre de 2017, 20:30 | Escocia | 0:2 (0:1) | Ucrania                                         | McDiarmid Park, Perth      |                            |
|                                |         | Reporte   | 45+1' Andriy Boryachuk · 90+4' Viktor Kovalenko | Árbitro(s): Donatas Rumšas | Árbitro(s): Donatas Rumšas |

| 23 de marzo de 2018, 00:00 | Andorra                     | 1:1 (0:0) | Escocia            | Estadi Comunal, Andorra la Vieja |                           |
|                            | Ricard Fernandez 77' (pen.) | Reporte   | 90+1' Lewis Morgan | Árbitro(s): Alain Durieux        | Árbitro(s): Alain Durieux |

| 27 de marzo de 2018, 00:00 | Inglaterra                              | 2:1 (1-0) | Ucrania               | Bramall Lane, Sheffield                   |                                           |
|                            | Calvert-Lewin 41' · Dominic Solanke 88' | Reporte   | 83' Mykola Shaparenko | Árbitro(s): Mads-Kristoffer Kristoffersen | Árbitro(s): Mads-Kristoffer Kristoffersen |

| 27 de marzo de 2018, 00:00 | Andorra | 0:1 (0:1) | Países Bajos   | Estadi Comunal, Andorra la Vieja |                          |
|                            |         | Reporte   | 41' Groeneveld | Árbitro(s): Alex Troleis         | Árbitro(s): Alex Troleis |

| 6 de septiembre de 2018, 00:00 | Inglaterra | 0:0     | Países Bajos | Carrow Road, Norwich         |                              |
|                                |            | Reporte |              | Árbitro(s): Roi Reinshreiber | Árbitro(s): Roi Reinshreiber |

| 6 de septiembre de 2018, 00:00 | Escocia                          | 3:0 (1:0) | Andorra | Tynecastle Park, Edimburgo   |                              |
|                                | Fraser Hornby 45' (pen.) 69' 83' | Reporte   |         | Árbitro(s): Dejan Jakimovksi | Árbitro(s): Dejan Jakimovksi |

| 7 de septiembre de 2018, 18:00 | Ucrania                                                   | 3:2 (2:0) | Letonia                            | Slavutych-Arena, Zaporiyia  |                             |
|                                | Denys Popov 21' · Marian Shved 28' · Viktor Kovalenko 65' | Reporte   | 60' Fjodorovs · 63' Martins Kigurs | Árbitro(s): Ivaylo Stoyanov | Árbitro(s): Ivaylo Stoyanov |

| 11 de septiembre de 2018, 00:00 | Países Bajos         | 1:2 (1:2) | Escocia                      | Stadion De Vijverberg, Doetinchem |                           |
|                                 | Teun Koopmeiners 70' | Reporte   | 54' 89' (pen.) Fraser Hornby | Árbitro(s): Antti Munukka         | Árbitro(s): Antti Munukka |

| 11 de septiembre de 2018, 00:00 | Ucrania          | 1:0 (0:0) | Andorra | Slavutych-Arena, Zaporiyia |                           |
|                                 | Marian Shved 87' | Reporte   |         | Árbitro(s): Suren Baliyan  | Árbitro(s): Suren Baliyan |

| 11 de septiembre de 2018, 00:00 | Letonia               | 1:2 (1:1) | Inglaterra                          | Zemgale Olympic Center, Jelgava |                            |
|                                 | Raivis Jurkovskis 28' | Reporte   | 40' Tammy Abraham · 73' Mason Mount | Árbitro(s): Peter Kralović      | Árbitro(s): Peter Kralović |

| 11 de octubre de 2018, 00:00 | Inglaterra | 7:0 (3:0) | Andorra | Proact Stadium, Chesterfield |                          |
|                              | A. Lookman 9' · Ezri Konsa 28' · Calvert-Lewin 45+1' 48' (p) · Dominic Solanke 82' · Reiss Nelson 90+2' · Christian Garcia 90+4' (a.g.) | Reporte   |         | Árbitro(s): Urs Schnyder     | Árbitro(s): Urs Schnyder |

| 12 de octubre de 2018, 18:00 | Ucrania                             | 3:1 (1:1) | Escocia     | Obolon Arena, Kiev               |                                  |
|                              | - Zubkov 32', 56' - Kovalenko 90+4' | Reporte   | - Morgan 1' | Árbitro(s): Bojan Pandžić, Suiza | Árbitro(s): Bojan Pandžić, Suiza |

| 12 de octubre de 2018, 18:30 | Letonia | 0:3 (0:0) | Países Bajos                                         | Skonto Stadium, Riga                  |                                       |
|                              |         | Reporte   | - Kluivert 50' - Zommers 89' (a.g.) - Dilrosun 90+4' | Árbitro(s): Nicolas Laforge , Bélgica | Árbitro(s): Nicolas Laforge , Bélgica |

| 16 de octubre de 2018, 18:30 | Países Bajos                       | 3:0 (2:0) | Ucrania | De Vijverberg, Doetinchem         |                                   |
|                              | - Kluivert 21' - Živković 24', 78' | Reporte   |         | Árbitro(s): Marius Avram, Rumania | Árbitro(s): Marius Avram, Rumania |

| 16 de octubre de 2018, 18:30 | Escocia | 0:2 (0:0) | Inglaterra                  | Tynecastle Park, Edimburgo         |                                    |
|                              |         | Reporte   | - Nelson 60' - Dowell 90+2' | Árbitro(s): Marco Di Bello, Italia | Árbitro(s): Marco Di Bello, Italia |

| 16 de octubre de 2018, 18:30 | Andorra | 0:0     | Letonia | Estadi Comunal, Andorra la Vieja      |                                       |
|                              |         | Reporte |         | Árbitro(s): Vitaliy Romanov , Ucrania | Árbitro(s): Vitaliy Romanov , Ucrania |

### Grupo 5
| Equipo     | Pts | PJ | PG | PE | PP | GF | GC | Dif |
| ---------- | --- | -- | -- | -- | -- | -- | -- | --- |
| Alemania   | 25  | 10 | 8  | 1  | 1  | 33 | 7  | 26  |
| Noruega    | 15  | 10 | 4  | 3  | 3  | 15 | 13 | 2   |
| Irlanda    | 14  | 10 | 4  | 2  | 4  | 12 | 15 | -3  |
| Israel     | 14  | 10 | 4  | 2  | 4  | 17 | 18 | -1  |
| Kosovo     | 12  | 10 | 3  | 3  | 4  | 9  | 12 | -3  |
| Azerbaiyán | 3   | 10 | 0  | 3  | 7  | 6  | 27 | -21 |

| 25 de marzo de 2017, 14:00 | Irlanda             | 1:0 (0:0) | Kosovo | Tallaght Stadium, Dublín        |                                 |
|                            | Olamide Shodipo 56' | Reporte   |        | Árbitro(s): Kjaesgaard-Andersen | Árbitro(s): Kjaesgaard-Andersen |

| 12 de junio de 2017, 19:00 | Noruega                                                                                           | 0:3     | Kosovo | Marienlyst Stadion, Drammen |                          |
|                            | Morten Thorsby 3' · Kristoffer Ajer 23' · Birk Risa 66' · Erlend Reitan 83' · A. Hanche-Olsen 87' | Reporte |        | Árbitro(s): Alex Troleis    | Árbitro(s): Alex Troleis |
| Kosovo gana por secretaria |                                                                                                   |         |        |                             |                          |

| 31 de agosto de 2017, 18:30 | Israel                                                       | 3:1 (2:0) | Azerbaiyán        | Estadio Municipal, Acre   |                           |
|                             | Moti Barshazky 12' · Eliel Peretz 38' · M. Plakushchenko 57' | Reporte   | 70' Elnur Jafarov | Árbitro(s): Cătălin Gaman | Árbitro(s): Cătălin Gaman |

| 1 de septiembre de 2017, 19:00 | Kosovo                                   | 3:2 (2:2) | Noruega                             | Stadiumi Olimpik Adem Jashari, Mitrovica |                           |
|                                | Enis Bytyqi 41' 87' · Florent Hasani 42' | Reporte   | 5' Henrik Bjørdal · M. Ødegaard 36' | Árbitro(s): Fyodor Zammit                | Árbitro(s): Fyodor Zammit |

| 5 de septiembre de 2017, 17:00 | Azerbaiyán        | 1:3 (1:2) | Irlanda                                   | Dalga Arena, Bakú        |                          |
|                                | Mahir Madatov 12' | Reporte   | 9' 37' Ryan Manning · 51' Reece Grego-Cox | Árbitro(s): Sandor Szabo | Árbitro(s): Sandor Szabo |

| 5 de septiembre de 2017, 19:00 | Alemania         | 1:0 (1:0) | Kosovo | Osnatel-Arena, Osnabruck    |                             |
|                                | M. Eggestein 45' | Reporte   |        | Árbitro(s): Dumitri Muntean | Árbitro(s): Dumitri Muntean |

| 5 de septiembre de 2017, 19:00 | Noruega | 0:0     | Israel | Marienlyst Stadion, Drammen     |                                 |
|                                |         | Reporte |        | Árbitro(s): Thoroddur Hjaltalin | Árbitro(s): Thoroddur Hjaltalin |

| 5 de octubre de 2017, 20:45 | Irlanda | 0:0     | Noruega | Tallaght Stadium, Dublín |                          |
|                             |         | Reporte |         | Árbitro(s): Luis Godinho | Árbitro(s): Luis Godinho |

| 6 de octubre de 2017, 19:00 | Alemania | 6:1 (3:0) | Azerbaiyán          | Stadion der Freundschaft, Cottbus |                             |
|                             | Phillipp Ochs 8' 37' · Mahmoud Dahoud 34' · Anton Krivotsyuk 53' (ag.) · Marcel Hartel 72' · Cedric Teuchert 83' | Reporte   | 86' Ilyas Safarzade | Árbitro(s): V. Thorarinsson       | Árbitro(s): V. Thorarinsson |

| 9 de octubre de 2017, 16:30 | Irlanda                                                | 4:0 (3:0) | Israel | Tallaght Stadium, Dublín |                        |
|                             | Reece Grego-Cox 1' 38' (pen.) 51' · Henry Charsley 35' | Reporte   |        | Árbitro(s): Fedayi San   | Árbitro(s): Fedayi San |

| 10 de octubre de 2017, 19:00 | Noruega                                      | 3:1 (1:1) | Alemania            | Marienlyst Stadion, Drammen |                           |
|                              | Morten Thorsby 45' 71' · Martin Ødegaard 56' | Reporte   | 31' Cedric Teuchert | Árbitro(s): Ognjen Valjić   | Árbitro(s): Ognjen Valjić |

| 9 de noviembre de 2017, 15:00 | Azerbaiyán | 0:7 (0:3) | Alemania                                                                                                   | Dalga Arena, Bakú        |                          |
|                               |            | Reporte   | 2' 46' 58' Marcel Hartel · 14' Nadiem Amiri · 28' Aaron Seydel · 60'Lukas Klostermann · 84' Levin Öztunali | Árbitro(s): Daniyar Sakh | Árbitro(s): Daniyar Sakh |

| 9 de noviembre de 2017, 19:00 | Kosovo | 0:4 (0:2) | Israel                                                                   | Stadiumi Olimpik Adem Jashari, Mitrovica |                                        |
|                               |        | Reporte   | 15' Idan Nachmias · 44' Shon Weissman · 58' Or Dasa · 90+2'Yonatan Cohen | Árbitro(s): Charalambos Kalogeropoulos   | Árbitro(s): Charalambos Kalogeropoulos |

| 14 de noviembre de 2017, 15:00 | Azerbaiyán | 0:0     | Kosovo | Dalga Arena, Bakú          |                            |
|                                |            | Reporte |        | Árbitro(s): Roomer Tarajev | Árbitro(s): Roomer Tarajev |

| 14 de noviembre de 2017,18:30 | Israel                                 | 2:5 (1:1) | Alemania                                                                                                   | Estadio Ramat Gan, Ramat Gan |                            |
|                               | Moti Barshazky 44' · Shon Weissman 73' | Reporte   | 17' Mahmoud Dahoud · 54' Lukas Klostermann · 79' Aaron Seydel · 82' Timo Baumgartl · 90+1' Florian Neuhaus | Árbitro(s): Rade Obrenovic   | Árbitro(s): Rade Obrenovic |

| 14 de noviembre de 2017,19:00 | Noruega                                 | 2:1 (1:1) | Irlanda           | Marienlyst Stadion, Drammen  |                              |
|                               | Martin Ødegaard 19' · Iver Fossum 90+1' | Reporte   | 32' Jake Mulraney | Árbitro(s): Ville Nevalainen | Árbitro(s): Ville Nevalainen |

| 22 de marzo de 2018, 19:00 | Alemania                                                           | 3:0 (2:0) | Israel | Eintracht-Stadion, Brunswick |                         |
|                            | Eduard Löwen 11' · Cedric Teuchert 26' · Levin Öztunali 88' (pen.) | Reporte   |        | Árbitro(s): Mario Zebec      | Árbitro(s): Mario Zebec |

| 22 de marzo de 2018, 19:00 | Kosovo                                   | 2:0 (0:0) | Azerbaiyán | Stadiumi Olimpik Adem Jashari, Mitrovica |                              |
|                            | Florent Hasani 54' · Besfort Kolgeci 61' | Reporte   |            | Árbitro(s): Donald Robertson             | Árbitro(s): Donald Robertson |

| 27 de marzo de 2018, 18:45 | Israel                    | 1:3 (0:3) | Noruega                                          | Estadio Ramat Gan, Ramat Gan      |                                   |
|                            | A. Hanche-Olsen 55' (ag.) | Reporte   | 5' 7' (pen.) Runar Espejord · 31' Julian Ryerson | Árbitro(s): Manfredas Lukjancukas | Árbitro(s): Manfredas Lukjancukas |

| 27 de marzo de 2018, 18:45 | Kosovo | 0:0     | Alemania | Stadiumi Olimpik Adem Jashari, Mitrovica |                          |
|                            |        | Reporte |          | Árbitro(s): Sandor Szabo                 | Árbitro(s): Sandor Szabo |

| 27 de marzo de 2018, 20:30 | Irlanda               | 1:0 (0:0) | Azerbaiyán | Tallaght Stadium, Dublín |                         |
|                            | Shaun Donnellan 90+9' | Reporte   |            | Árbitro(s): Filip Glova  | Árbitro(s): Filip Glova |

| 6 de septiembre de 2018, 00:00 | Azerbaiyán        | 1:1 (1:1) | Israel            | Dalga Arena, Bakú               |                                 |
|                                | Renat Dadashov 1' | Reporte   | 30' Shon Weissman | Árbitro(s): Farrugia C. Trustin | Árbitro(s): Farrugia C. Trustin |

| 7 de septiembre de 2018, 00:00 | Kosovo             | 1:1 (0:0) | Irlanda          | Stadiumi Olimpik Adem Jashari, Mitrovica |                            |
|                                | Florent Hasani 64' | Reporte   | 82' Ronan Curtis | Árbitro(s): Petr Ardeleanu               | Árbitro(s): Petr Ardeleanu |

| 11 de septiembre de 2018, 00:00 | Irlanda | 0:6 (0:2) | Alemania                                                                                 | Tallaght Stadium, Dublín           |                                    |
|                                 |         | Reporte   | 6' Aaron Seydel · 22' (pen.) 66' 73' (pen.) Cedric Teuchert · 83' 86' (pen.) Suat Serdar | Árbitro(s): A. Hernández Hernández | Árbitro(s): A. Hernández Hernández |

| 11 de septiembre de 2018, 00:00 | Azerbaiyán         | 1:3 (0:0) | Noruega                                | Dalga Arena, Bakú        |                          |
|                                 | Baris Ekinjier 56' | Reporte   | 48' Birk Risa · 50' 76' Morten Thorsby | Árbitro(s): Barbeno Luca | Árbitro(s): Barbeno Luca |

| 11 de octubre de 2018, 00:00 | Israel                                                                  | 3:1 (1:0) | Irlanda        | Estadio Municipal, Acre     |                             |
|                              | Gavriel Kanichowsky 15' · Maxim Plakushchenko 77' · Yonatan Cohen 90+7' |           | 64' Ronan Hale | Árbitro(s): Lawrence Visser | Árbitro(s): Lawrence Visser |

| 12 de octubre de 2018, 00:00 | Alemania                                   | 2:1 (2:0) | Noruega       | Audi Sportpark, Ingolstadt  |                             |
|                              | Cedric Teuchert 21' · Luca Waldschmidt 31' | Reporte   | 46' Birk Risa | Árbitro(s): Kirill Levnikov | Árbitro(s): Kirill Levnikov |

| 16 de octubre de 2018, 00:00 | Alemania                             | 2:0 (2:0) | Irlanda | Voith-Arena, Heidenheim |                        |
|                              | Janni Serra 32' · Levin Öztunali 40' | Reporte   |         | Árbitro(s): Karim Abed  | Árbitro(s): Karim Abed |

| 16 de octubre de 2018, 18:00 | Israel                        | 3:0 (1:0) | Kosovo | Estadio Ramat Gan, Ramat Gan |                           |
|                              | - Ganem 10', 45+2' - Meir 72' | Reporte   |        | Árbitro(s): Michal Ocenáš    | Árbitro(s): Michal Ocenáš |

| 16 de octubre de 2018, 18:15 | Noruega        | 1:1 (0:1) | Azerbaiyán             | Marienlyst Stadion, Drammen |                           |
|                              | - Østigård 76' | Reporte   | - Muradbayli 9' (pen.) | Árbitro(s): Volen Chinkov   | Árbitro(s): Volen Chinkov |

### Grupo 6
| Equipo  | Pts | PJ | PG | PE | PP | GF | GC | Dif |
| ------- | --- | -- | -- | -- | -- | -- | -- | --- |
| Bélgica | 26  | 10 | 8  | 2  | 0  | 23 | 5  | 18  |
| Suecia  | 20  | 10 | 6  | 2  | 2  | 19 | 8  | 11  |
| Turquía | 17  | 10 | 5  | 2  | 3  | 14 | 10 | 4   |
| Hungría | 11  | 10 | 3  | 2  | 5  | 12 | 14 | -2  |
| Chipre  | 7   | 10 | 2  | 1  | 7  | 8  | 23 | -15 |
| Malta   | 4   | 10 | 1  | 1  | 8  | 8  | 24 | -16 |

| 27 de marzo de 2017, 00:00 | Bélgica                         | 2:1 (1:0) | Malta          | Den Dreef, Lovaina     |                        |
|                            | Ryan Kabir 43' · Dion Cools 54' | Reporte   | 69' Jake Grech | Árbitro(s): Rob Harvey | Árbitro(s): Rob Harvey |

| 1 de septiembre de 2017, 00:00 | Chipre                                           | 2:1 (1:1) | Malta         | AEK Arena, Larnaca           |                              |
|                                | Rafael Anastasiou 41' · Thodoros Iosifidis 90+3' | Reporte   | 34' Jean Borg | Árbitro(s): Stefan Apostolov | Árbitro(s): Stefan Apostolov |

| 5 de septiembre de 2017, 00:00 | Hungría                              | 2:1 (1:1) | Malta             | Gyirmóti Stadion, Gyor    |                           |
|                                | Bence Bíró 16' · Bence Lenzsér 90+1' | Reporte   | 19' Myles Beerman | Árbitro(s): Juri Frischer | Árbitro(s): Juri Frischer |

| 5 de septiembre de 2017, 00:00 | Suecia                                          | 4:1 (3:0) | Chipre            | Falkenbergs IP, Falkenberg |                           |
|                                | Carlos Strandberg 3' 5' 38' · Erdal Rakip 90+1' | Reporte   | 90+3' Marios Ilia | Árbitro(s): Omar Pashayev  | Árbitro(s): Omar Pashayev |

| 5 de septiembre de 2017, 00:00 | Bélgica | 0:0     | Turquía | Den Dreef, Lovaina          |                             |
|                                |         | Reporte |         | Árbitro(s): Fabio Verissimo | Árbitro(s): Fabio Verissimo |

| 5 de octubre de 2017, 00:00 | Chipre                                 | 2:1 (0:1) | Turquía         | AEK Arena, Larnaca         |                            |
|                             | Antreas Karo 53' · Costas Soteriou 58' | Reporte   | 41' Orkan Çınar | Árbitro(s): Daniel Siebert | Árbitro(s): Daniel Siebert |

| 6 de octubre de 2017, 00:00 | Bélgica                | 1:1 (1:0) | Suecia              | Den Dreef, Lovaina           |                              |
|                             | Jordi Vanlerberghe 30' | Reporte   | 61' Filip Dagerstål | Árbitro(s): Nikola Dabanović | Árbitro(s): Nikola Dabanović |

| 10 de octubre de 2017, 00:00 | Chipre | 0:2 (0:0) | Bélgica                                   | AEK Arena, Larnaca          |                             |
|                              |        | Reporte   | 51' Dodi Lukebakio · 90+3' Samuel Bastien | Árbitro(s): Kirill Levnikov | Árbitro(s): Kirill Levnikov |

| 10 de octubre de 2017, 00:00 | Turquía | 0:0     | Hungría | Estadio Recep Tayyip Erdoğan, Estambul |                            |
|                              |         | Reporte |         | Árbitro(s): Kai Erik Steen             | Árbitro(s): Kai Erik Steen |

| 10 de octubre de 2017, 00:00 | Suecia                                         | 3:0 (1:0) | Malta | Estadio Olimpia, Helsingborg |                           |
|                              | I. Ssewankambo 31' · Carlos Strandberg 50' 70' | Reporte   |       | Árbitro(s): Luis Teixeira    | Árbitro(s): Luis Teixeira |

| 9 de noviembre de 2017, 00:00 | Bélgica                                                       | 3:2 (2:0) | Chipre                                    | Den Dreef, Lovaina      |                         |
|                               | Isaac Mbenza 15' · Nany Dimata 45+2' · Aaron Leya Iseka 90+2' | Reporte   | 49' G. Papageorgiou · 75' Andreas Fragkou | Árbitro(s): Enea Jorgji | Árbitro(s): Enea Jorgji |

| 10 de noviembre de 2017, 00:00 | Malta | 0:1 (0:0) | Turquía                 | Estadio Nacional, Ta' Qali |                            |
|                                |       | Reporte   | 50' Kubilay Kanatsizkuş | Árbitro(s): Alexandru Tean | Árbitro(s): Alexandru Tean |

| 10 de noviembre de 2017, 00:00 | Hungría            | 2:2 (2:1) | Suecia                                  | Ferenc Szusza Stadion, Budapest |                              |
|                                | Bence Bíró 16' 18' | Reporte   | 44' Gustav Engvall · 85' Jordan Larsson | Árbitro(s): Adrien Jaccottet    | Árbitro(s): Adrien Jaccottet |

| 14 de noviembre de 2017, 00:00 | Turquía         | 1:2 (1:1) | Bélgica                                          | Estadio Recep Tayyip Erdoğan, Estambul |                           |
|                                | Melih Okutan 5' | Reporte   | 45+2' (ag.) Merih Demiral · 87' Siebe Schrijvers | Árbitro(s): Tomasz Musiał              | Árbitro(s): Tomasz Musiał |

| 14 de noviembre de 2017, 00:00 | Chipre | 0:2 (0:0) | Hungría                              | AEK Arena, Larnaca         |                            |
|                                |        | Reporte   | 50' Dániel Sallói · 80' Attila Haris | Árbitro(s): Horatiu Fesnic | Árbitro(s): Horatiu Fesnic |

| 22 de marzo de 2018, 00:00 | Hungría                                                                      | 4:0 (2:0) | Chipre | Estadio Nándor Hidegkuti, Budapest |                        |
|                            | Bence Bíró 8' · Attila Szalai 23' · L. Kyriakou 49' (ag.) · Donát Zsótér 75' | Reporte   |        | Árbitro(s): Rob Harvey             | Árbitro(s): Rob Harvey |

| 23 de marzo de 2018, 00:00 | Turquía | 0:3 (0:2) | Suecia                                   | Estadio Alanya Oba, Alanya |                           |
|                            |         | Reporte   | 7' 83' Joel Asoro · 40' Svante Ingelsson | Árbitro(s): Dennis Higler  | Árbitro(s): Dennis Higler |

| 26 de marzo de 2018, 00:00 | Bélgica                                                            | 3:0 (1:0) | Hungría | Den Dreef, Lovaina     |                        |
|                            | Siebe Schrijvers 19' · Dodi Lukebakio 64' · Nany Dimata 83' (pen.) | Reporte   |         | Árbitro(s): Erez Papir | Árbitro(s): Erez Papir |

| 27 de marzo de 2018, 00:00 | Chipre | 0:1 (0:0) | Suecia               | Estadio Giorgios Karapatakis, Larnaca |                             |
|                            |        | Reporte   | 90+7' Franz Brorsson | Árbitro(s): Fabio Verissimo           | Árbitro(s): Fabio Verissimo |

| 27 de marzo de 2018, 00:00 | Turquía                                                          | 4:2 (4:1) | Malta                | Estadio Alanya Oba, Alanya |                           |
|                            | O. Çağlayan 12' · D. Toköz 17' · D. Hümmet 20' · Orkan Çınar 35' | Reporte   | 28' 49' Kyrian Nwoko | Árbitro(s): Omar Pashayev  | Árbitro(s): Omar Pashayev |

| 7 de junio de 2018, 00:00 | Malta | 0:4 (0:2) | Suecia                                                           | Estadio Nacional, Ta' Qali   |                              |
|                           |       | Reporte   | 4' J. Andersson · 31' 60' C. Strandberg · 80' (pen.) Erdal Rakip | Árbitro(s): Peter Kjaesgaard | Árbitro(s): Peter Kjaesgaard |

| 7 de septiembre de 2018, 00:00 | Suecia               | 1:0 (1:0) | Hungría | Falkenbergs IP, Falkenberg |                          |
|                                | Mattias Svanberg 26' | Reporte   |         | Árbitro(s): Kevin Clancy   | Árbitro(s): Kevin Clancy |

| 7 de septiembre de 2018, 00:00 | Turquía                                                                   | 4:0 (1:0) | Chipre | Estadio Recep Tayyip Erdoğan, Estambul |                           |
|                                | Adil Demirbağ 3' · Orkan Çınar 76' 81' (pen.) · Hadjipaschalis 88' (a.g.) | Reporte   |        | Árbitro(s): Danilo Grujić              | Árbitro(s): Danilo Grujić |

| 7 de septiembre de 2018, 00:00 | Malta | 0:4 (0:2) | Bélgica                                                                            | Estadio Nacional, Ta' Qali |                            |
|                                |       | Reporte   | 11' Nany Dimata · 18' Siebe Schrijvers · 59' Dodi Lukebakio · 69' Aaron Leya Iseka | Árbitro(s): Roomer Tarajev | Árbitro(s): Roomer Tarajev |

| 11 de septiembre de 2018, 00:00 | Suecia | 0:1 (0:1) | Turquía         | Estadio Olimpia, Helsingborg |                              |
|                                 |        | Reporte   | 32' Kanatsizkuş | Árbitro(s): Sergei Lapochkin | Árbitro(s): Sergei Lapochkin |

| 11 de septiembre de 2018, 00:00 | Hungría | 0:3 (0:1) | Bélgica                                           | Estadio Ferenc Szusza, Budapest |                           |
|                                 |         | Reporte   | 20' 73' (pen.) Nany Dimata · 86' Siebe Schrijvers | Árbitro(s): Tiago Martins       | Árbitro(s): Tiago Martins |

| 12 de octubre de 2018, 17:00 | Malta                                 | 2:1 (1:0) | Hungría           | Estadio Nacional, Ta' Qali  |                             |
|                              | Guillaumier 12' · Myles Beerman 90+1' | Reporte   | 49' Attila Szalai | Árbitro(s): Eldorjan Hamiti | Árbitro(s): Eldorjan Hamiti |

| 16 de octubre de 2018, 18:30 | Suecia | 0:3 (0:2) | Bélgica                                  | Fredriksskans Idrottsplats, Kalmar |                             |
|                              |        | Reporte   | 29' 40' Nany Dimata · 65' Dodi Lukebakio | Árbitro(s): Frank Schneider        | Árbitro(s): Frank Schneider |

| 16 de octubre de 2018, 18:30 | Hungría      | 1:2 (1:0) | Turquía                             | Pancho Arena, Felcsút    |                          |
|                              | Máté Vida 9' | Reporte   | 53' Deniz Hümmet · 81' Melih Okutan | Árbitro(s): Duje Strukan | Árbitro(s): Duje Strukan |

| 16 de octubre de 2018, 17:00 | Malta              | 1:1 (0:1) | Chipre      | Estadio Nacional, Ta' Qali |                           |
|                              | Kyrian Nwoko 90+2' | Reporte   | 35' Wheeler | Árbitro(s): Admir Šehović  | Árbitro(s): Admir Šehović |

### Grupo 7
| Equipo              | Pts | PJ | PG | PE | PP | GF | GC | Dif |
| ------------------- | --- | -- | -- | -- | -- | -- | -- | --- |
| Serbia              | 26  | 10 | 8  | 2  | 0  | 23 | 5  | 18  |
| Austria             | 22  | 10 | 7  | 1  | 2  | 25 | 7  | 18  |
| Rusia               | 19  | 10 | 6  | 1  | 3  | 25 | 13 | 12  |
| Armenia             | 9   | 10 | 2  | 3  | 5  | 9  | 16 | -7  |
| Macedonia del Norte | 7   | 10 | 2  | 1  | 7  | 17 | 24 | -7  |
| Gibraltar           | 3   | 10 | 1  | 0  | 9  | 2  | 36 | -34 |

| 8 de junio de 2017, 00:00 | Austria                                      | 3:0 (1:0) | Gibraltar | Sonnenseestadion, Ritzing     |                               |
|                           | Marco Friedl 6' · Horvath 60' · Prokop 90+5' | Reporte   |           | Árbitro(s): Giorgi Kruashvili | Árbitro(s): Giorgi Kruashvili |

| 13 de junio de 2017, 00:00 | Gibraltar | 0:3 (0:1) | Armenia                                         | Estádio Algarve, Faro-Loulé (Portugal) |                          |
|                            |           | Reporte   | 9' N. Petrosyan · 74' Arakelyan · 85' Avetisyan | Árbitro(s): Duje Strukan               | Árbitro(s): Duje Strukan |

| 31 de agosto de 2017, 00:00 | Rusia | 0:0     | Armenia | Estadio Lokomotiv, Moscú   |                            |
|                             |       | Reporte |         | Árbitro(s): Edin Jakupović | Árbitro(s): Edin Jakupović |

| 1 de septiembre de 2017, 00:00 | Serbia                                                 | 4:0 (4:0) | Gibraltar | Jagodina City Stadium, Jagodina |                                 |
|                                | A. Živković 19' · D. Pantić 28' 39' · Luka Jović 45+2' | Reporte   |           | Árbitro(s): Iwan Arwel Griffith | Árbitro(s): Iwan Arwel Griffith |

| 5 de septiembre de 2017, 00:00 | Armenia | 0:3 (0:2) | Macedonia                     | Estadio de la Academia de Fútbol, Ereván |                           |
|                                |         | Reporte   | 8' 26' 72' Tihomir Kostadinov | Árbitro(s): Zbynek Proske                | Árbitro(s): Zbynek Proske |

| 5 de septiembre de 2017, 00:00 | Rusia                                        | 3:0 (1:0) | Gibraltar | Estadio Arsenal, Tula        |                              |
|                                | A. Zuev 44' · A. Guliyev 71' · F. Chalov 89' | Reporte   |           | Árbitro(s): Furkat Atazhanov | Árbitro(s): Furkat Atazhanov |

| 2 de octubre de 2017, 00:00 | Armenia              | 1:0 (0:0) | Gibraltar | Estadio de la Academia de Fútbol, Ereván |                           |
|                             | Avetisyan 54' (pen.) | Reporte   |           | Árbitro(s): Michal Ocenáš                | Árbitro(s): Michal Ocenáš |

| 6 de octubre de 2017, 00:00 | Rusia                    | 1:0 (1:0) | Austria | Oktyabr Stadium, Moscú        |                               |
|                             | Zhemaletdinov 27' (pen.) | Reporte   |         | Árbitro(s): Mohammed Al-Hakim | Árbitro(s): Mohammed Al-Hakim |

| 6 de octubre de 2017, 00:00 | Macedonia | 0:2 (0:2) | Serbia                           | Training Centre Petar Miloševski, Skopie |                               |
|                             |           | Reporte   | 22' Saša Lukić · 37' A. Živković | Árbitro(s): François Letexier            | Árbitro(s): François Letexier |

| 10 de octubre de 2017, 00:00 | Armenia | 0:5 (0:0) | Austria                                                              | Estadio de la Academia de Fútbol, Ereván |                                |
|                              |         | Reporte   | 49' 81' Marko Kvasina · 60' 75' Xaver Schlager · 78' Arnel Jakupovic | Árbitro(s): Bryn Markham-Jones           | Árbitro(s): Bryn Markham-Jones |

| 10 de octubre de 2017, 00:00 | Gibraltar           | 1:0 (0:0) | Macedonia | Estádio Algarve, Faro-Loulé (Portugal) |                                   |
|                              | Graeme Torrilla 64' | Reporte   |           | Árbitro(s): Manfredas Lukjancukas      | Árbitro(s): Manfredas Lukjancukas |

| 10 de octubre de 2017, 00:00 | Serbia                             | 3:2 (2:2) | Rusia                                   | Estadio Karađorđe, Novi Sad |                         |
|                              | D. Pantić 14' · Luka Jović 33' 60' | Reporte   | 26' Zhemaletdinov · 42' Georgi Melkadze | Árbitro(s): Ádám Farkas     | Árbitro(s): Ádám Farkas |

| 10 de noviembre de 2017, 00:00 | Armenia          | 1:2 (0:1) | Rusia                        | Estadio de la Academia de Fútbol, Ereván |                          |
|                                | Yeghiazaryan 69' | Reporte   | 25' Z. Bakayev · 48' A. Zuev | Árbitro(s): Nikola Popov                 | Árbitro(s): Nikola Popov |

| 10 de noviembre de 2017, 00:00 | Austria           | 1:3 (0:1) | Serbia                                                               | Bundesstadion Südstadt, Maria Enzersdorf |                            |
|                                | Konrad Laimer 80' | Reporte   | 30' Aleksandar Lutovac · 87' (pen.) Luka Jović · 85' Luka Ilić 90+1' | Árbitro(s): Aliyar Aghayev               | Árbitro(s): Aliyar Aghayev |

| 14 de noviembre de 2017, 00:00 | Armenia | 0:1 (0:0) | Serbia                 | Estadio de la Academia de Fútbol, Ereván |                             |
|                                |         | Reporte   | 53' Aleksandar Lutovac | Árbitro(s): Alan Mario Sant              | Árbitro(s): Alan Mario Sant |

| 14 de noviembre de 2017, 00:00 | Macedonia | 0:4 (0:3) | Austria                                                    | Toše Proeski Arena, Skopie |                           |
|                                |           | Reporte   | 12' 54' Jakupovic · 26' Mathias Honsak · 36' Konrad Laimer | Árbitro(s): João Pinheiro  | Árbitro(s): João Pinheiro |

| 23 de marzo de 2018, 00:00 | Macedonia                                     | 3:4 (1:2) | Rusia                                                          | FFM Training Centre, Skopie |                            |
|                            | Amanović 41' (pen.) 86' · Petar Petkovski 64' | Reporte   | 25' Ivan Oblyakov · 37' 69' Georgi Melkadze · 90+4' Z. Bakayev | Árbitro(s): Horatiu Fesnic  | Árbitro(s): Horatiu Fesnic |

| 23 de marzo de 2018, 00:00 | Gibraltar | 0:6 (0:3) | Serbia                                                                                        | Victoria Stadium, Gibraltar |                           |
|                            |           | Reporte   | 15' Saša Lukić · 21' 61' Luka Jović · 41' Milan Gajić · 53' Lutovac · 82' (a.g.) Ethan Britto | Árbitro(s): Juri Frischer   | Árbitro(s): Juri Frischer |

| 27 de marzo de 2018, 00:00 | Austria                | 2:0 (0:0) | Macedonia | Bundesstadion Südstadt, Maria Enzersdorf |                              |
|                            | Mathias Honsak 65' 73' | Reporte   |           | Árbitro(s): Furkat Atazhanov             | Árbitro(s): Furkat Atazhanov |

| 27 de marzo de 2018, 00:00 | Gibraltar | 0:5 (0:2) | Rusia                                                                       | Victoria Stadium, Gibraltar   |                               |
|                            |           | Reporte   | 39' 45+1' 69' Georgi Melkadze · 64' (a.g.) Erin Barnett · 81' Roman Tugarev | Árbitro(s): Vasilis Dimitriou | Árbitro(s): Vasilis Dimitriou |

| 7 de septiembre de 2018, 00:00 | Serbia                                          | 2:1 (1:0) | Macedonia              | Estadio Karađorđe, Novi Sad |                           |
|                                | Ivan Šaponjić 28' (pen.) · Lazar Ranđelović 80' | Reporte   | 64' Tihomir Kostadinov | Árbitro(s): Dennis Higler   | Árbitro(s): Dennis Higler |

| 7 de septiembre de 2018, 00:00 | Austria                               | 2:1 (1:0) | Armenia          | Sonnenseestadion, Ritzing |                           |
|                                | Marko Kvasina 3' (pen.) · Ullmann 70' | Reporte   | 61' Bichakhchyan | Árbitro(s): Sergei Ivanov | Árbitro(s): Sergei Ivanov |

| 11 de septiembre de 2018, 00:00 | Rusia              | 1:2 (0:0) | Serbia                              | Estadio de Nizhni Nóvgorod, Nizhni Novgorod |                                 |
|                                 | Nikita Chernov 61' | Reporte   | 74' (pen.) Luka Jović · 88' Lutovac | Árbitro(s): Massimiliano Irrati             | Árbitro(s): Massimiliano Irrati |

| 11 de septiembre de 2018, 00:00 | Macedonia                                                  | 3:3 (1:0) | Armenia                                          | FFM Training Centre, Skopie |                          |
|                                 | Jani Atanasov 26' · Zdravkovski 73' (pen.) · Churlinov 89' | Reporte   | 56' (pen.) 90+3' Avetisyan · 90' (a.g.) Amanović | Árbitro(s): Alex Troleis    | Árbitro(s): Alex Troleis |

| 11 de septiembre de 2018, 00:00 | Gibraltar | 0:5 (0:1) | Austria                                                 | Victoria Stadium, Gibraltar |                          |
|                                 |           | Reporte   | 24' 55' 80' Mathias Honsak · 58' Ullmann · 74' Lienhart | Árbitro(s): Luis Godinho    | Árbitro(s): Luis Godinho |

| 12 de octubre de 2018, 18:00 | Serbia | 0:0     | Austria | Estadio Karađorđe, Novi Sad |                            |
|                              |        | Reporte |         | Árbitro(s): Stuart Attwell  | Árbitro(s): Stuart Attwell |

| 12 de octubre de 2018, 18:00 | Rusia                                                                                              | 5:1 (3:0) | Macedonia     | Estadio Arsenal, Tula      |                            |
|                              | Ilzat Akhmetov 14' · Fedor Chalov 18' · Z. Bakayev 43' · Ivan Oblyakov 67' · Georgi Melkadze 90+2' | Reporte   | 74' Krstovski | Árbitro(s): Trygve Kjensli | Árbitro(s): Trygve Kjensli |

| 16 de octubre de 2018, 18:00 | Serbia | 0:0     | Armenia | Estadio Karađorđe, Novi Sad |                         |
|                              |        | Reporte |         | Árbitro(s): Espen Eskås     | Árbitro(s): Espen Eskås |

| 16 de octubre de 2018, 18:00 | Austria                                        | 3:2 (1:1) | Rusia                | NV Arena, St. Pölten      |                           |
|                              | Adrian Grbic 13' · H. Wolf 48' · Jakupovic 75' | Reporte   | 14' 52' Fedor Chalov | Árbitro(s): Juri Frischer | Árbitro(s): Juri Frischer |

| 16 de octubre de 2018, 14:30 | Macedonia                                                                                | 6:1 (2:0) | Gibraltar        | FFM Training Centre, Skopie  |                              |
|                              | Agron Rufati 10' · Dimitar Mitrovski 33' 71' 73' · Zdravkovski 48' · Nikola Gjorgjev 66' | Reporte   | 63' Leon Clinton | Árbitro(s): Christophe Pires | Árbitro(s): Christophe Pires |

### Grupo 8
| Equipo               | Pts | PJ | PG | PE | PP | GF | GC | Dif |
| -------------------- | --- | -- | -- | -- | -- | -- | -- | --- |
| Rumania              | 24  | 10 | 7  | 3  | 0  | 19 | 4  | 15  |
| Portugal             | 22  | 10 | 7  | 1  | 2  | 33 | 11 | 22  |
| Bosnia y Herzegovina | 18  | 10 | 6  | 0  | 4  | 24 | 11 | 13  |
| Gales                | 13  | 10 | 4  | 1  | 5  | 11 | 14 | -3  |
| Suiza                | 10  | 10 | 3  | 1  | 6  | 11 | 18 | -7  |
| Liechtenstein        | 0   | 10 | 0  | 0  | 10 | 2  | 42 | -40 |

| 28 de marzo de 2017, 15:00 | Bosnia y Herzegovina                                                                                    | 6:0 (3:0) | Liechtenstein | FF BH Football Training Centre, Zenica |                         |
|                            | Hadžiahmetović 10' · Amer Gojak 13' (pen.) · Aganspahić 20' · Kuzmanović 82' 90' · Dženis Beganović 83' | Reporte   |               | Árbitro(s): Filip Glova                | Árbitro(s): Filip Glova |

| 13 de junio de 2017, 19:00 | Suiza            | 1:0 (1:0) | Bosnia y Herzegovina | Tissot Arena, Biel/Bienne   |                             |
|                            | Nicolas Haas 11' | Reporte   |                      | Árbitro(s): Lawrence Visser | Árbitro(s): Lawrence Visser |

| 13 de junio de 2017, 19:00 | Liechtenstein | 0:2 (0:1) | Rumania               | Sportpark Eschen-Mauren, Eschen |                                |
|                            |               | Reporte   | 45' 71' George Puşcaş | Árbitro(s): Zaven Hovhannisyan  | Árbitro(s): Zaven Hovhannisyan |

| 1 de septiembre de 2017, 17:00 | Bosnia y Herzegovina | 1:3 (1:1) | Rumania                                                   | FF BH Football Training Centre, Zenica |                                |
|                                | Dragoș Nedelcu 23'   | Reporte   | 32' George Puşcaş · 54' Florinel Coman · 90+5' Dennis Man | Árbitro(s): Yuriy Mozharovskyy         | Árbitro(s): Yuriy Mozharovskyy |

| 1 de septiembre de 2017, 19:00 | Suiza | 0:3 (0:2) | Gales                                                 | Tissot Arena, Biel/Bienne |                           |
|                                |       | Reporte   | 7' Tyler Roberts · 27' David Brooks · 90+1' G. Thomas | Árbitro(s): Tihomir Pejin | Árbitro(s): Tihomir Pejin |

| 5 de septiembre de 2017, 18:00 | Rumania           | 1:1 (1:1) | Suiza       | Stadionul Central Academia Hagi, Ovidiu |                               |
|                                | George Puşcaş 22' | Reporte   | 19' Oberlin | Árbitro(s): Krzysztof Jakubik           | Árbitro(s): Krzysztof Jakubik |

| 5 de septiembre de 2017, 20:15 | Portugal                                    | 2:0 (2:0) | Gales | Estadio Municipal, Chaves  |                            |
|                                | Rúben Neves 25' (pen.) · Gonçalo Guedes 41' | Reporte   |       | Árbitro(s): Anders Poulsen | Árbitro(s): Anders Poulsen |

| 5 de octubre de 2017, 18:30 | Liechtenstein  | 1:3 (0:2) | Gales                                   | Sportpark Eschen-Mauren, Eschen |                           |
|                             | Kardesoglu 57' | Reporte   | 24' 31' (pen.) G. Thomas · 52' M. Smith | Árbitro(s): Jason Barcelo       | Árbitro(s): Jason Barcelo |

| 6 de octubre de 2017, 19:00 | Suiza | 0:2 (0:1) | Rumania                           | Stadio Comunale di Cornaredo, Lugano |                            |
|                             |       | Reporte   | 24' Mihai Dobre · 87' A. Cicâldău | Árbitro(s): Georgi Kabakov           | Árbitro(s): Georgi Kabakov |

| 10 de octubre de 2017, 15:30 | Bosnia y Herzegovina                                   | 3:1 (1:1) | Portugal          | FF BH Football Training Centre, Zenica |                                |
|                              | Besim Šerbečić 22' · Demirović 77' · Luka Menalo 90+5' | Reporte   | 10' João Carvalho | Árbitro(s): M. Schuettengruber         | Árbitro(s): M. Schuettengruber |

| 10 de octubre de 2017, 18:00 | Liechtenstein | 0:2 (0:1) | Suiza             | Rheinpark Stadion, Vaduz     |                              |
|                              |               | Reporte   | 34' 51' Spielmann | Árbitro(s): Denis Scherbakov | Árbitro(s): Denis Scherbakov |

| 10 de noviembre de 2017, 18:00 | Rumania        | 1:1 (0:1) | Portugal            | Stadionul Central Academia Hagi, Ovidiu |                                |
|                                | Dennis Man 66' | Reporte   | 16' Diogo Gonçalves | Árbitro(s): José María Sánchez          | Árbitro(s): José María Sánchez |

| 10 de noviembre de 2017, 19:00 | Gales | 0:4 (0:1) | Bosnia y Herzegovina                                     | Nantporth, Bangor               |                                 |
|                                |       | Reporte   | 26' 51' Amer Gojak · 71' Marijan Ćavar · 77' Luka Menalo | Árbitro(s): Christos Nicolaides | Árbitro(s): Christos Nicolaides |

| 14 de noviembre de 2017, 18:30 | Portugal                             | 2:1 (2:1) | Suiza              | Estadio da Mata Real, Paços de Ferreira |                           |
|                                | Diogo Gonçalves 10' · Diogo Jota 29' | Reporte   | 39' Ulisses García | Árbitro(s): Andrew Dallas               | Árbitro(s): Andrew Dallas |

| 14 de noviembre de 2017,19:00 | Gales | 0:0     | Rumania | Nantporth, Bangor           |                             |
|                               |       | Reporte |         | Árbitro(s): Bastian Dankert | Árbitro(s): Bastian Dankert |

| 23 de marzo de 2018,15:00 | Bosnia y Herzegovina | 1:0 (0:0) | Gales | FF BH Football Training Centre, Zenica |                         |
|                           | Darko Todorović 65'  | Reporte   |       | Árbitro(s): Espen Eskås                | Árbitro(s): Espen Eskås |

| 23 de marzo de 2018, 18:45 | Portugal                                                                           | 7:0 (5:0) | Liechtenstein | Estadio João Cardoso, Tondela |                       |
|                            | D. Gonçalves 7' 30' 63' · João Carvalho 10' 45' · Bruno Xadas 26' · João Félix 67' | Reporte   |               | Árbitro(s): Genc Nuza         | Árbitro(s): Genc Nuza |

| 27 de marzo de 2018, 17:00 | Suiza                            | 2:4 (2:0) | Portugal                                                         | Stade de la Maladière, Neuchâtel |                               |
|                            | Djibril Sow 4' · Eray Cömert 37' | Reporte   | 50' H. Tavares · 57' André Horta · 64' João Félix · 90' Gil Dias | Árbitro(s): Mohammed Al-Hakim    | Árbitro(s): Mohammed Al-Hakim |

| 27 de marzo de 2018, 18:00 | Liechtenstein | 0:4 (0:1) | Bosnia y Herzegovina                                                      | Rheinpark Stadion, Vaduz      |                               |
|                            |               | Reporte   | 35' Eldar Ćivić · 52' Marijan Ćavar · 71' Kerim Memija · 90+2' Amer Gojak | Árbitro(s): Giorgi Kruashvili | Árbitro(s): Giorgi Kruashvili |

| 7 de septiembre de 2018, 20:15 | Portugal          | 1:2 (0:0) | Rumania                        | Estadio da Mata Real, Paços de Ferreira |                           |
|                                | João Carvalho 85' | Reporte   | 52' Cicâldău · 59' Andrei Ivan | Árbitro(s): Ali Palabıyık               | Árbitro(s): Ali Palabıyık |

| 7 de septiembre de 2018, 19:00 | Gales            | 2:1 (2:0) | Liechtenstein | Nantporth, Bangor           |                             |
|                                | G. Thomas 5' 18' | Reporte   | 78' L. Graber | Árbitro(s): Laurent Kopriwa | Árbitro(s): Laurent Kopriwa |

| 7 de septiembre de 2018, 17:00 | Bosnia y Herzegovina              | 3:0 (2:0) | Suiza | FF BH Football Training Centre, Zenica |                            |
|                                | Demirović 20' 34' · Čataković 87' | Reporte   |       | Árbitro(s): Vitali Meshkov             | Árbitro(s): Vitali Meshkov |

| 11 de septiembre de 2018, 18:30 | Suiza                                               | 3:0 (0:0) | Liechtenstein | Tissot Arena, Biel/Bienne  |                            |
|                                 | Spielmann 63' · João Oliveira 68' · Eray Cömert 79' | Reporte   |               | Árbitro(s): Yaroslav Kozyk | Árbitro(s): Yaroslav Kozyk |

| 11 de septiembre de 2018, 18:00 | Rumania                           | 2:0 (1:0) | Bosnia y Herzegovina | Stadionul Central Academia Hagi, Ovidiu |                               |
|                                 | Adrian Petre 16' · Ianis Hagi 70' | Reporte   |                      | Árbitro(s): François Letexier           | Árbitro(s): François Letexier |

| 11 de septiembre de 2018, 19:00 | Gales | 0:2 (0:1) | Portugal                         | Nantporth, Bangor          |                            |
|                                 |       | Reporte   | 35' André Horta · 73' João Félix | Árbitro(s): Mykola Balakin | Árbitro(s): Mykola Balakin |

| 11 de octubre de 2018, 18:30 | Liechtenstein | 0:9 (0:3) | Portugal | Rheinpark Stadion, Vaduz     |                              |
|                              |               | Reporte   | 1' (a.g.) Noah Graber · 28' 46' 62' 90+2' Tavares · 45+1' João Filipe · 46' (p.) Diogo Gonçalves · 84' Diogo Jota · 90' Gil Dias | Árbitro(s): Aleksei Matyunin | Árbitro(s): Aleksei Matyunin |

| 12 de octubre de 2018, 18:00 | Rumania                            | 2:0 (1:0) | Gales | Estadio Dr. Constantin Rădulescu, Cluj-Napoca |                            |
|                              | Dennis Man 16' · George Puşcaş 71' | Reporte   |       | Árbitro(s): Boris Marhefka                    | Árbitro(s): Boris Marhefka |

| 16 de octubre de 2018, 20:00 | Portugal                                                            | 4:2 (1:1) | Bosnia y Herzegovina               | Estadio dos Barreiros, Funchal |                          |
|                              | André Horta 20' · João Félix 53' · D. Gonçalves 63' · Tavares 90+1' | Reporte   | 44' Demirović · 90+4' Aldin Turkeš | Árbitro(s): Paul Tierney       | Árbitro(s): Paul Tierney |

| 16 de octubre de 2018, 20:00 | Rumania                                                   | 4:0 (3:0) | Liechtenstein | Stadionul Ilie Oană, Ploiesti |                            |
|                              | George Puşcaş 14' 39' · Ianis Hagi 25' · Adrian Petre 78' | Reporte   |               | Árbitro(s): Besfort Kasumi    | Árbitro(s): Besfort Kasumi |

| 16 de octubre de 2018, 19:00 | Gales                                     | 3:1 (2:0) | Suiza           | Rodney Parade, Newport      |                             |
|                              | Joseff Morrell 36' · Connor Evans 38' 87' | Reporte   | 76' Andi Zeqiri | Árbitro(s): Erik Lambrechts | Árbitro(s): Erik Lambrechts |

### Grupo 9
| Equipo     | Pts | PJ | PG | PE | PP | GF | GC | Dif |
| ---------- | --- | -- | -- | -- | -- | -- | -- | --- |
| Francia    | 28  | 10 | 9  | 1  | 0  | 24 | 6  | +18 |
| Eslovenia  | 16  | 10 | 4  | 4  | 2  | 14 | 12 | +2  |
| Montenegro | 11  | 10 | 3  | 2  | 5  | 15 | 15 | 0   |
| Kazajistán | 10  | 10 | 2  | 4  | 4  | 13 | 18 | -5  |
| Bulgaria   | 10  | 10 | 2  | 4  | 4  | 10 | 11 | -1  |
| Luxemburgo | 7   | 10 | 2  | 1  | 7  | 7  | 21 | -14 |

| 28 de marzo de 2017, 17:00     | Luxemburgo | 0:3 | Kazajistán | [[ ]], [[ ]], Luxemburgo |  |
|                                |            |     |            | Árbitro(s): [[ ]], [[ ]] |  |
| Kazajistán gana por secretaría |            |     |            |                          |  |

| 1 de septiembre de 2017, 15:00 | Kazajistán | 1:1 | Montenegro | [[ ]], [[ ]], Kazajistán |  |
|                                |            |     |            | Árbitro(s): [[ ]], [[ ]] |  |

| 1 de septiembre de 2017, 16:30 | Eslovenia | 3:1 | Luxemburgo | [[ ]], [[ ]], Eslovenia  |  |
|                                |           |     |            | Árbitro(s): [[ ]], [[ ]] |  |

| 5 de septiembre de 2017, 18:00 | Bulgaria | 0:1 | Luxemburgo | [[ ]], [[ ]], Bulgaria   |  |
|                                |          |     |            | Árbitro(s): [[ ]], [[ ]] |  |

| 5 de septiembre de 2017, 18:30 | Francia | 4:1 | Kazajistán | [[ ]], [[ ]], Francia    |  |
|                                |         |     |            | Árbitro(s): [[ ]], [[ ]] |  |

| 5 de octubre de 2017, 18:30 | Luxemburgo | 1:1 | Eslovenia | [[ ]], [[ ]], Luxemburgo |  |
|                             |            |     |           | Árbitro(s): [[ ]], [[ ]] |  |

| 5 de octubre de 2017, 19:00 | Francia | 2:1 | Montenegro | [[ ]], [[ ]], Francia    |  |
|                             |         |     |            | Árbitro(s): [[ ]], [[ ]] |  |

| 6 de octubre de 2017, 17:30 | Bulgaria | 2:2 | Kazajistán | [[ ]], [[ ]], Bulgaria   |  |
|                             |          |     |            | Árbitro(s): [[ ]], [[ ]] |  |

| 9 de octubre de 2017, 17:30 | Montenegro | 1:3 | Eslovenia | [[ ]], [[ ]], Montenegro |  |
|                             |            |     |           | Árbitro(s): [[ ]], [[ ]] |  |

| 9 de octubre de 2017, 21:00 | Luxemburgo | 2:3 | Francia | [[ ]], [[ ]], Luxemburgo |  |
|                             |            |     |         | Árbitro(s): [[ ]], [[ ]] |  |

| 10 de octubre de 2017, 15:00 | Kazajistán | 1:1 | Bulgaria | [[ ]], [[ ]], Kazajistán |  |
|                              |            |     |          | Árbitro(s): [[ ]], [[ ]] |  |

| 9 de noviembre de 2017, 19:00 | Francia | 3:0 | Bulgaria | [[ ]], [[ ]], Francia    |  |
|                               |         |     |          | Árbitro(s): [[ ]], [[ ]] |  |

| 9 de noviembre de 2017, 19:00 | Eslovenia | 2:0 | Montenegro | [[ ]], [[ ]], Eslovenia  |  |
|                               |           |     |            | Árbitro(s): [[ ]], [[ ]] |  |

| 13 de noviembre de 2017, 18:45 | Eslovenia | 1:3 | Francia | [[ ]], [[ ]], Eslovenia  |  |
|                                |           |     |         | Árbitro(s): [[ ]], [[ ]] |  |

| 14 de noviembre de 2017,17:30 | Bulgaria | 3:1 | Montenegro | [[ ]], [[ ]], Bulgaria   |  |
|                               |          |     |            | Árbitro(s): [[ ]], [[ ]] |  |

| 23 de marzo de 2018,14:00 | Kazajistán | 0:3 | Francia | [[ ]], [[ ]], Kazajistán |  |
|                           |            |     |         | Árbitro(s): [[ ]], [[ ]] |  |

| 23 de marzo de 2018, 18:30 | Luxemburgo | 1:3 | Montenegro | [[ ]], [[ ]], Luxemburgo |  |
|                            |            |     |            | Árbitro(s): [[ ]], [[ ]] |  |

| 27 de marzo de 2018, 14:00 | Kazajistán | 3:0 | Luxemburgo | [[ ]], [[ ]], Kazajistán |  |
|                            |            |     |            | Árbitro(s): [[ ]], [[ ]] |  |

| 27 de marzo de 2018, 17:30 | Bulgaria | 3:0 | Eslovenia | [[ ]], [[ ]], Bulgaria   |  |
|                            |          |     |           | Árbitro(s): [[ ]], [[ ]] |  |

| 27 de marzo de 2018, 21:05 | Montenegro | 0:2 | Francia | [[ ]], [[ ]], Montenegro |  |
|                            |            |     |         | Árbitro(s): [[ ]], [[ ]] |  |

| 7 de septiembre de 2018, 18:00 | Bulgaria | 0:1 | Francia | [[ ]], [[ ]], Bulgaria   |  |
|                                |          |     |         | Árbitro(s): [[ ]], [[ ]] |  |

| 7 de septiembre de 2018, 15:00 | Kazajistán | 0:0     | Eslovenia | Astana Arena, Astana       |                            |
|                                |            | Reporte |           | Árbitro(s): Kai Erik Steen | Árbitro(s): Kai Erik Steen |

| 11 de septiembre de 2018, 20:45 | Francia | 2:0 | Luxemburgo | [[ ]], [[ ]], Francia    |  |
|                                 |         |     |            | Árbitro(s): [[ ]], [[ ]] |  |

| 11 de septiembre de 2018, 16:30 | Eslovenia | 2:1 | Kazajistán | [[ ]], [[ ]], Eslovenia  |  |
|                                 |           |     |            | Árbitro(s): [[ ]], [[ ]] |  |

| 11 de septiembre de 2018, 20:30 | Montenegro | 0:0     | Bulgaria | Stadion kraj Bistrice, Niksic |                        |
|                                 |            | Reporte |          | Árbitro(s): Pavel Orel        | Árbitro(s): Pavel Orel |

| 12 de octubre de 2018, 18:00 | Eslovenia | 1:1 | Bulgaria | [[ ]], [[ ]], Eslovenia  |  |
|                              |           |     |          | Árbitro(s): [[ ]], [[ ]] |  |

| 12 de octubre de 2018, 16:00 | Montenegro | 3:0 | Luxemburgo | [[ ]], [[ ]], Montenegro |  |
|                              |            |     |            | Árbitro(s): [[ ]], [[ ]] |  |

| 16 de octubre de 2018, 18:45 | Francia | 1:1 | Eslovenia | [[ ]], [[ ]], Francia    |  |
|                              |         |     |           | Árbitro(s): [[ ]], [[ ]] |  |

| 16 de octubre de 2018, 16:00 | Montenegro | 5:1 | Kazajistán | [[ ]], [[ ]], Montenegro |  |
|                              |            |     |            | Árbitro(s): [[ ]], [[ ]] |  |

| 16 de octubre de 2018, 19:00 | Luxemburgo   | 1:0     | Bulgaria | Stade Jos Haupert, Niederkorn |                            |
|                              | Tim Hall 25' | Reporte |          | Árbitro(s): Nicholas Walsh    | Árbitro(s): Nicholas Walsh |

### Ranking de segundos lugares
Los cuatro mejores segundos se clasifican a las dos eliminatorias de play-off, que se disputaran a partidos de ida y vuelta. El equipo que marque más goles en el global clasificara a la Eurocopa Sub-21 de 2019. Si al finalizar el partido de vuelta, los 2 equipos están igualados en el marcador global, el conjunto que haya anotado más goles como visitante ganara la eliminatoria. Si aun (después de aplicar los criterios anteriores) el marcador sigue empatado, se jugara una prórroga compuesta por 2 tiempos de 15 minutos cada uno. Si persiste la igualdad tras estos periodos, se ejecutaran tiros penales hasta que resulte un vencedor.
Para determinar los cuatro mejores segundos de la fase de grupos, que avanzan a los play-offs, se tomaran en cuenta solamente los resultados de los segundos clasificados contra el primero, tercero, cuarto y quinto de cada grupo, mientras que los resultados contra el sexto (para grupos con seis equipos) no se tomaran en cuenta debido a la desigualdad de selecciones participantes con los otros grupos. Como resultado, los ocho partidos jugados por cada segundo clasificado contarán en la determinación de la clasificación.
| Grupo | Equipo            | PJ | PG | PE | PP | GF | GC | DG | Pts |
| ----- | ----------------- | -- | -- | -- | -- | -- | -- | -- | --- |
| 3     | Polonia           | 8  | 6  | 2  | 0  | 19 | 6  | 13 | 20  |
| 1     | Grecia            | 8  | 6  | 1  | 1  | 17 | 5  | 12 | 19  |
| 7     | Austria           | 8  | 5  | 1  | 2  | 17 | 7  | 10 | 16  |
| 8     | Portugal          | 8  | 5  | 1  | 2  | 17 | 11 | 6  | 16  |
| 6     | Suecia            | 8  | 4  | 2  | 2  | 12 | 8  | 4  | 14  |
| 2     | Irlanda del Norte | 8  | 4  | 2  | 2  | 9  | 8  | 1  | 14  |
| 4     | Países Bajos      | 8  | 3  | 3  | 2  | 12 | 6  | 6  | 12  |
| 9     | Eslovenia         | 8  | 3  | 3  | 2  | 10 | 10 | 0  | 12  |
| 5     | Noruega           | 8  | 3  | 2  | 3  | 11 | 11 | 0  | 11  |

## Fase de Play-Offs
El sorteo se realizó el 19 de octubre de 2018 en la sede de la UEFA en Nyon, Suiza.

#### Austria - Grecia
| 16 de noviembre de 2018 | Grecia | 0:1 (0:0) | Austria     | Estadio La Tumba, Salónica   |                              |
|                         |        | Reporte   | - Posch 84' | Árbitro(s): Andris Treimanis | Árbitro(s): Andris Treimanis |

| 20 de noviembre de 2018                                        | Austria     | 1:0 (0:0) | Grecia | NV Arena, Sankt Pölten   |                          |
|                                                                | - Grbić 51' | Reporte   |        | Árbitro(s): Craig Pawson | Árbitro(s): Craig Pawson |
| Austria clasifica al Europeo Sub-21 2019 con un global de 2-0. |             |           |        |                          |                          |

#### Portugal - Polonia
| 16 de noviembre de 2018 | Polonia | 0:1 (0:1) | Portugal   | Estadio Ernest Pohl, Zabrze |                            |
|                         |         | Reporte   | - Jota 30' | Árbitro(s): Georgi Kabakov  | Árbitro(s): Georgi Kabakov |

| 20 de noviembre de 2018                                        | Portugal   | 1:3 (0:3) | Polonia                                   | Estadio Municipal, Chaves |                          |
|                                                                | - Jota 52' | Reporte   | - Bielik 5' - Kownacki 8' - Szymański 24' | Árbitro(s): Davide Massa  | Árbitro(s): Davide Massa |
| Polonia clasifica al Europeo Sub-21 2019 con un global de 2-3. |            |           |                                           |                           |                          |

## Clasificados a laEurocopa Sub-21 de 2019
| Bandera de Italia    | Bandera de Croacia    | Bandera de España   | Bandera de Dinamarca  | Bandera de Inglaterra | Bandera de Alemania   |
| Italia               | Croacia               | España              | Dinamarca             | Inglaterra            | Alemania              |
| Organizador          | Ganador Grupo 1       | Ganador Grupo 2     | Ganador Grupo 3       | Ganador Grupo 4       | Ganador Grupo 5       |
| Clasificado: 9/12/16 | Clasificado: 15/10/18 | Clasificado: 6/9/18 | Clasificado: 16/10/18 | Clasificado: 11/10/18 | Clasificado: 12/10/18 |

| Bandera de Bélgica    | Bandera de Serbia     | Bandera de Rumania    | Bandera de Francia  | Bandera de Austria    | Bandera de Polonia    |
| Bélgica               | Serbia                | Rumania               | Francia             | Austria               | Polonia               |
| Ganador Grupo 6       | Ganador Grupo 7       | Ganador Grupo 8       | Ganador Grupo 9     | Ganador Play-off 1    | Ganador Play-off 2    |
| Clasificado: 16/10/18 | Clasificado: 12/10/18 | Clasificado: 16/10/18 | Clasificado: 7/9/18 | Clasificado: 20/11/18 | Clasificado: 20/11/18 |

## Máximos goleadores
11 goles
| - Dawid Kownacki |

8 goals
| - Robert Skov | - Borja Mayoral |  |

7 goals
| - Landry Dimata - Josip Brekalo - Martin Terrier | - Cedric Teuchert - Diogo Gonçalves - George Puşcaş | - Georgi Melkadze - Luka Jović - Carlos Strandberg |

Fuente: UEFA.com